# Cultura da América Latina

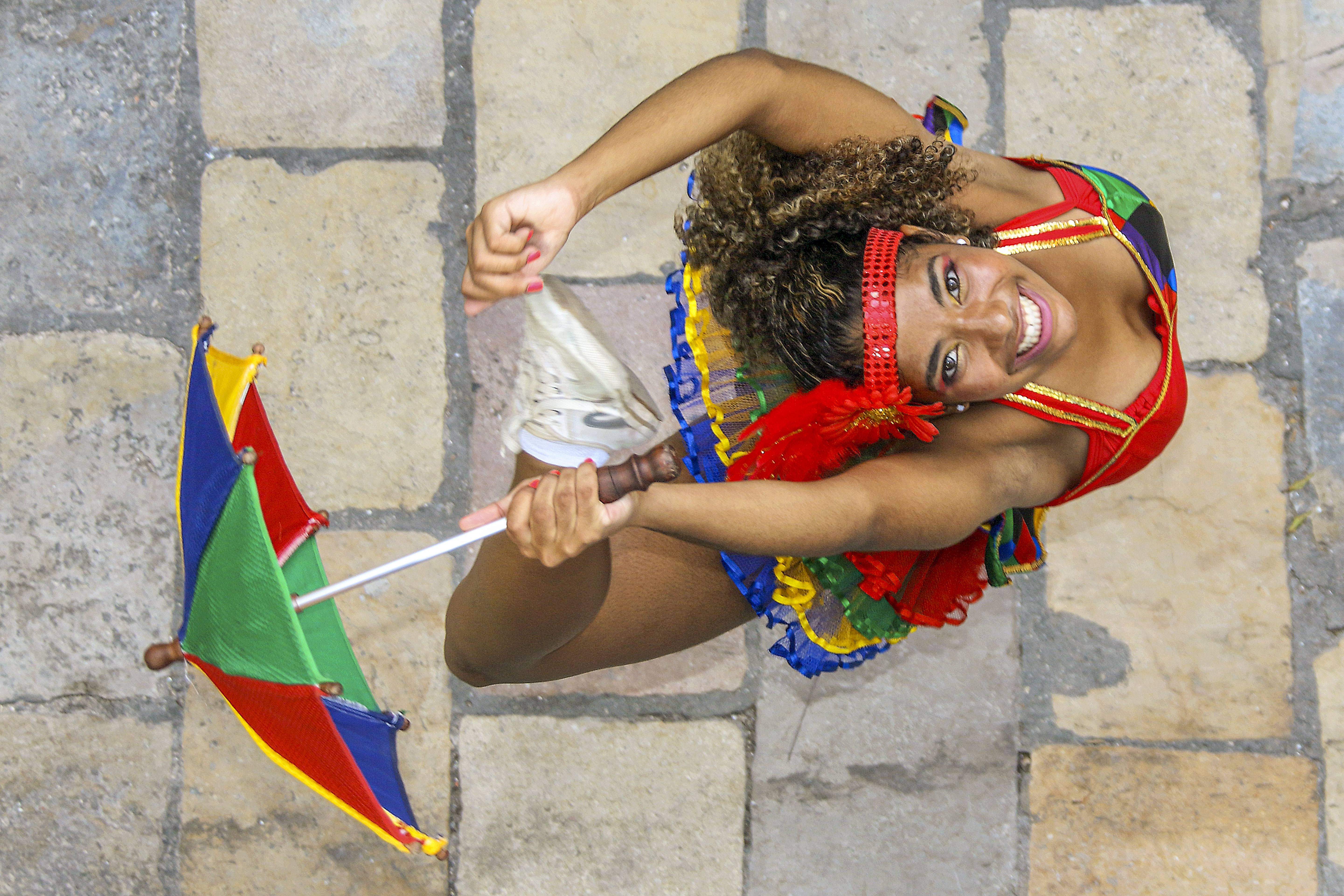
Passista de frevo em Pernambuco, no Brasil.

A cultura da América Latina é a expressão formal ou informal do povo latino-americano e inclui tanto a alta cultura (literatura e arte erudita) quanto a cultura popular (música, arte popular e dança), bem como religião e outras práticas consuetudinárias. Geralmente são de origem ocidental, mas têm vários graus de influência ameríndia, africana e asiática.
As definições de América Latina variam. De uma perspectiva cultural, a América Latina geralmente se refere às partes da América cuja herança cultural, religiosa e linguística pode ser rastreada até a cultura latina do final do Império Romano. Isso incluiria áreas onde o espanhol, o português e várias outras línguas românicas, cuja origem pode ser rastreada até o latim vulgar falado no final do Império Romano, são faladas nativamente. Esses territórios incluem quase todo o México, América Central e América do Sul, com exceção dos territórios de língua inglesa ou holandesa. Culturalmente, também pode abranger a cultura derivada dos franceses no Caribe e na América do Norte, já que, em última análise, também deriva da influência latino-romana. Há também uma importante presença cultural latino-americana nos Estados Unidos desde o século XVI em áreas como Califórnia, Texas e Flórida, que faziam parte do Império Espanhol. Mais recentemente, em cidades como Nova York, Chicago, Dallas, Los Angeles e Miami.

## História

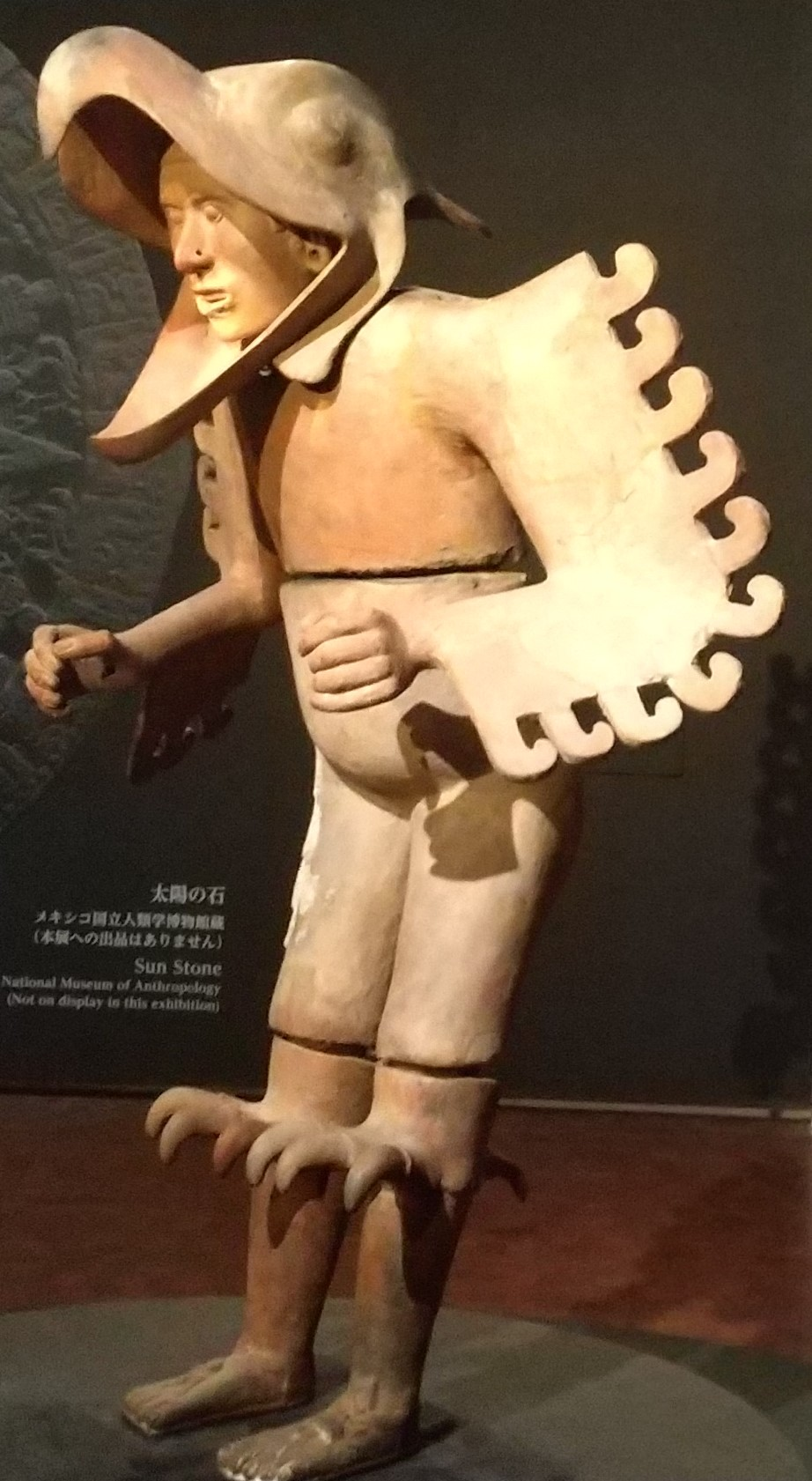
Escultura de um guerreiro águia asteca, de 1469-86 d.C., do Museu do Templo Mayor em exposição em Osaka, no Japão.

A riqueza da cultura latino-americana é produto de muitas influências, incluindo:
- A cultura espanhola e portuguesa, devido à história de colonização, povoamento e imigração contínua da Espanha e Portugal. Todos os elementos centrais da cultura latino-americana são de origem ibérica, que está, em última análise, relacionada à cultura ocidental.
- As culturas pré-colombianas, cuja importância é hoje particularmente notável em países como México, Guatemala, Equador, Peru, Bolívia e Paraguai. Essas culturas são centrais para comunidades indígenas como os quíchuas, maias e aimarás.
- A imigração europeia dos séculos XIX e XX vinda da Espanha, Portugal, Itália, Alemanha, França e Europa Oriental; que transformou a região e teve impacto em países como Argentina, Peru, Uruguai, Brasil (particularmente nas regiões sudeste e sul), Colômbia, Cuba, Chile, Venezuela, Equador (particularmente na costa sudoeste), Paraguai, República Dominicana (especificamente na região norte) e México (particularmente na região norte).
- Chineses, japoneses, coreanos, indianos, libaneses e outros grupos árabes, armênios e vários outros grupos asiáticos. Principalmente imigrantes e trabalhadores contratados que chegaram do comércio de coolies e influenciaram a cultura do Brasil, Colômbia, Cuba, Panamá, Nicarágua, Equador e Peru em áreas como alimentação, arte e comércio cultural.
- A cultura da África Ocidental trazida pelos africanos no antigo tráfico transatlântico de escravos influenciou várias partes da América Latina. As influências são particularmente fortes na dança, na música, na culinária e em algumas religiões sincréticas de Cuba, Brasil, República Dominicana, Venezuela, noroeste do Equador, litoral da Colômbia e Honduras.[2][3][4]

## Grupos étnicos

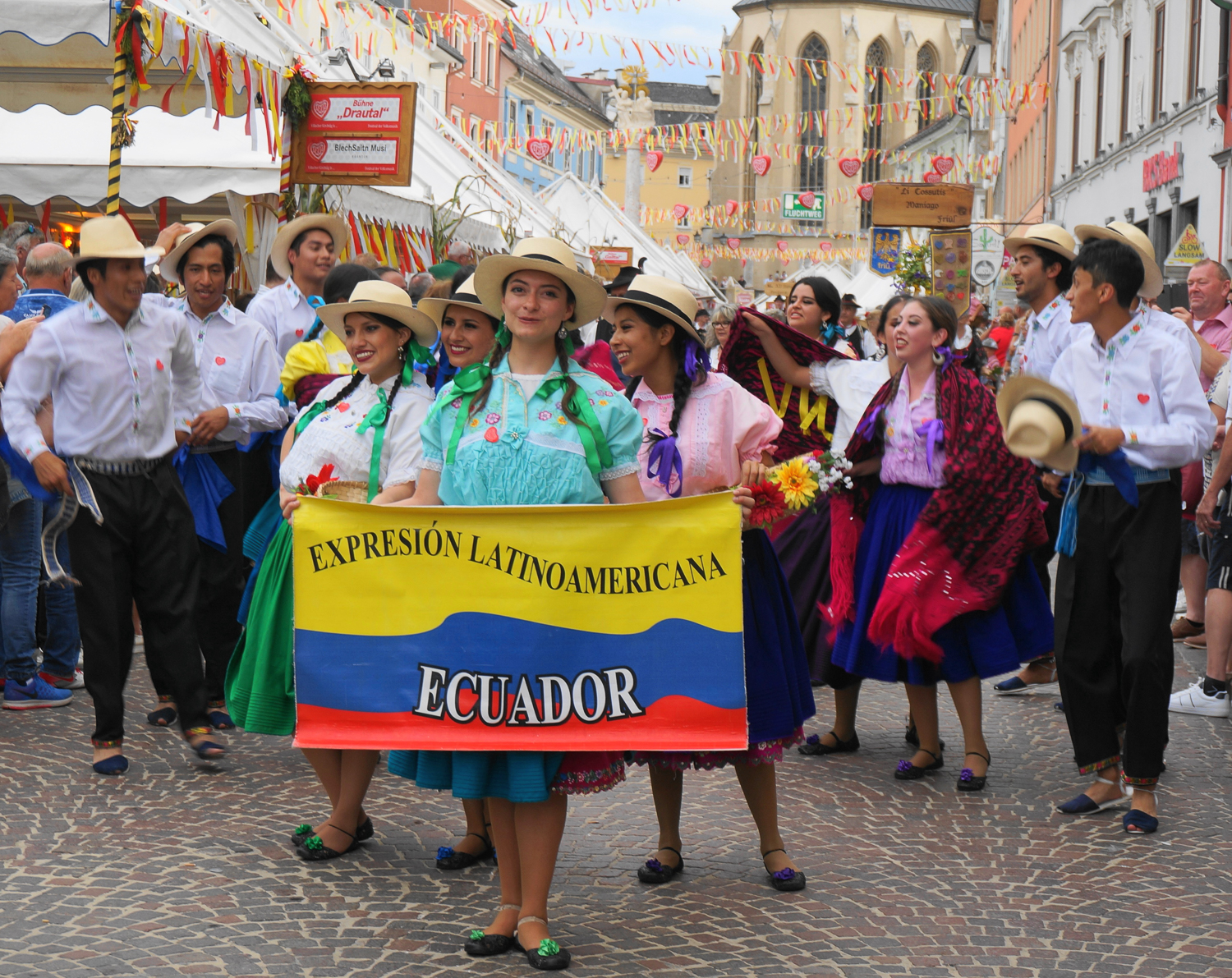
Dançarinos latino-americanos de diferentes grupos étnicos originários do Equador.

A população da América Latina é muito diversificada, com muitos grupos étnicos e diferentes ancestralidades. A maioria dos descendentes de ameríndios são de ascendência mestiça.
Nos séculos XVI, XVII e XVIII houve um fluxo de emigrantes espanhóis e portugueses que partiram para a América Latina. Nunca foi um grande movimento de pessoas, mas ao longo do tempo teve um grande impacto nas populações latino-americanas: os portugueses partiram para o Brasil e os espanhóis partiram para a América Central e do Sul. Entre os imigrantes europeus, os homens superavam em muito as mulheres e muitos se casaram com nativas. Isso resultou em uma mistura de ameríndios e europeus e hoje seus descendentes são conhecidos como mestiços. Mesmo os crioulos latino-americanos, de ascendência principalmente europeia, geralmente têm alguma ascendência nativa. Hoje, os mestiços constituem a maioria da população da América Latina.
A partir do final do século XVI, um grande número de escravos africanos foi trazido para a América Latina, especialmente para o Brasil e o Caribe. Hoje em dia, os negros constituem a maioria da população na maioria dos países caribenhos. Muitos dos antigos escravos africanos na América Latina misturados com os europeus e seus descendentes (conhecidos como mulatos) constituem a maioria da população em alguns países, como a República Dominicana, e grandes percentuais no Brasil, Colômbia e Honduras. Também ocorreram misturas entre negros e ameríndios, e seus descendentes são conhecidos como cafuzos. Muitos países latino-americanos também têm uma população trirracial substancial conhecida como pardos, cuja ancestralidade é uma mistura de ameríndios, europeus e africanos.
Um grande número de imigrantes europeus chegou à América Latina no final do século XIX e início do século XX, a maioria deles se estabelecendo no Cone Sul (Argentina, Uruguai e sul do Brasil). Atualmente, o Cone Sul tem uma maioria de pessoas de ascendência predominantemente europeia e, no total, mais de 80% da população europeia da América Latina, que é descendente principalmente de seis grupos de imigrantes: italianos, espanhóis, portugueses, franceses, alemães, judeus (tanto asquenazes quanto sefarditas) e, em menor grau, irlandeses, poloneses, gregos, croatas, russos, galeses, ucranianos, etc. 
Neste mesmo período, imigrantes vieram do Oriente Médio e da Ásia, incluindo indianos, libaneses, sírios, armênios e, mais recentemente, coreanos, chineses e japoneses, principalmente para o Brasil. Essas pessoas representam apenas uma pequena porcentagem da população da América Latina, mas têm comunidades nas principais cidades. Essa diversidade influenciou profundamente a religião, a música e a política. Essa herança cultural é chamada de latina no inglês americano.

## Linguagem

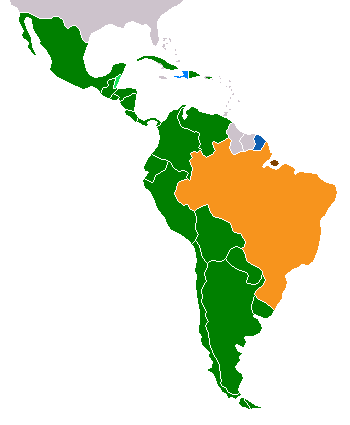
Línguas românicas na América Latina: Verde - Espanhol; Laranja - Português; Azul - Francês

O espanhol é falado em Porto Rico e em dezoito nações soberanas. O português é falado principalmente no Brasil. As línguas ameríndias são faladas em muitas nações latino-americanas, principalmente Chile, Panamá, Equador, Colômbia, Guatemala, Bolívia, Paraguai, Argentina e México. O náuatle tem mais de um milhão de falantes no México. Embora o México tenha quase 80 línguas nativas em todo o país, nem o governo nem a constituição especificam uma língua oficial (nem mesmo o espanhol). Além disso, algumas regiões do país não falam nenhuma língua moderna e ainda preservam seu dialeto antigo sem conhecer nenhuma outra língua. O guarani é, junto com o espanhol, a língua oficial do Paraguai e é falado pela maioria da população. Além disso, há cerca de 10 milhões de falantes de quíchua na América do Sul e na Espanha, porém mais da metade deles vive na Bolívia e no Peru (aproximadamente 6.700.800 indivíduos). Outras línguas europeias faladas incluem o italiano no Brasil e no Uruguai, o alemão no sul do Brasil e no sul do Chile, e o galês no sul da Argentina.

## Religião

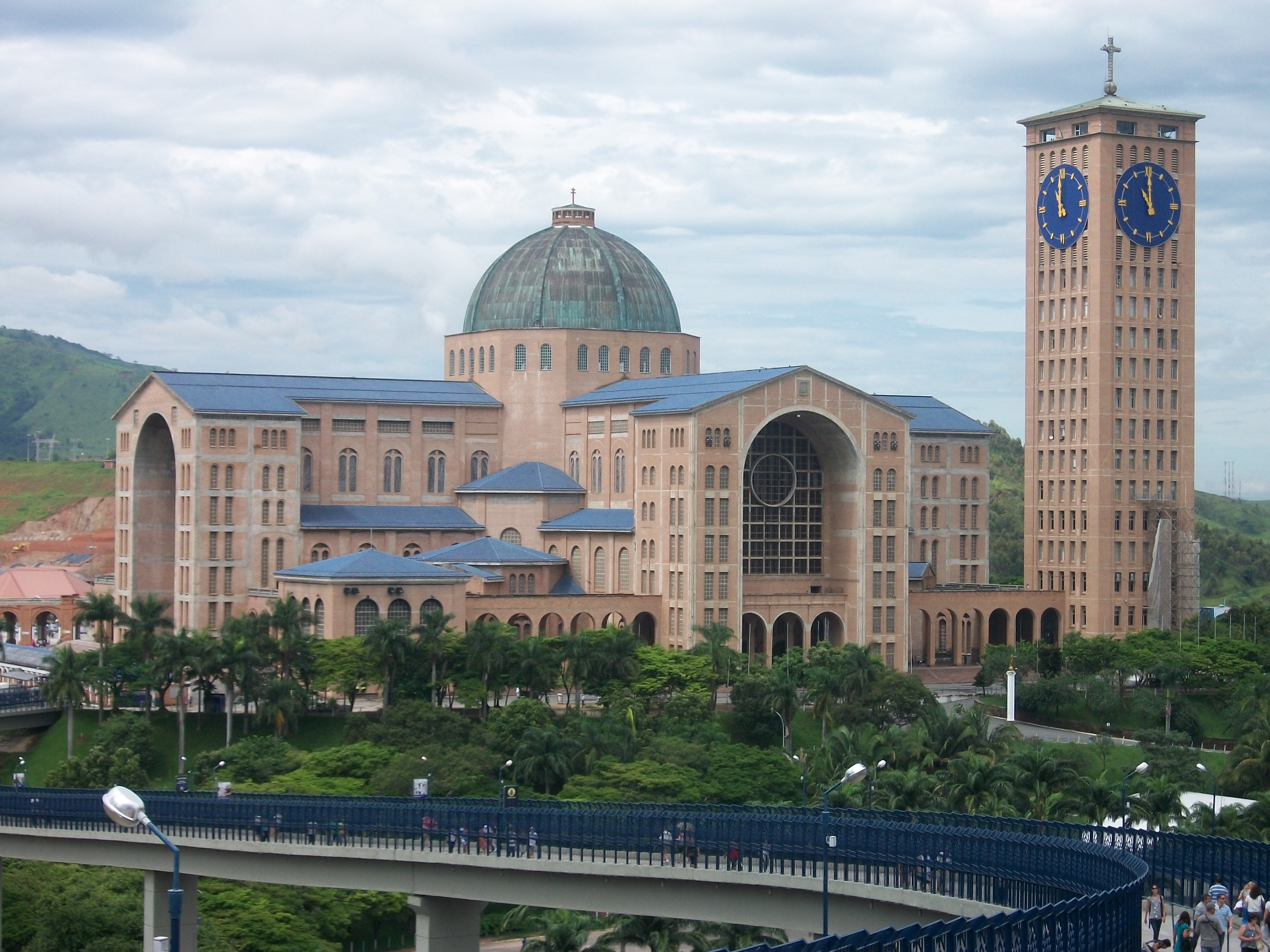
A Basílica do Santuário Nacional de Nossa Senhora Aparecida é a segunda maior do mundo, atrás apenas da Basílica de São Pedro, na Cidade do Vaticano.

A religião primária em toda a América Latina é o cristianismo (90%), principalmente o catolicismo romano. A América Latina, e em particular o Brasil, foram ativos no desenvolvimento do movimento católico romano quase socialista conhecido como Teologia da Libertação. Existem praticantes das denominações e religiões protestantes, pentecostais, evangélicas, testemunhas de Jeová, mórmons, budistas, judaicas, muçulmanas, hindus, bahá'ís e indígenas. Várias tradições afro-latino-americanas, como a Santería e a Macumba, uma religião tribal-vodu, também são praticadas. O evangelicalismo em particular está a aumentar em popularidade. A América Latina constitui em termos absolutos a segunda maior população cristã do mundo, depois da Europa.

## Artes e lazer

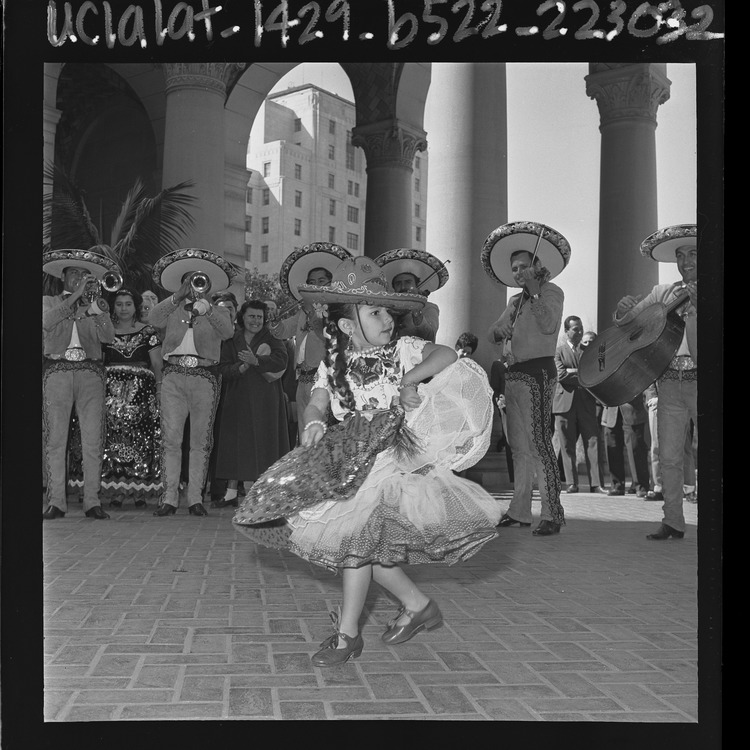
Garotinha mexicano-americana fantasiada dançando com uma banda de mariachis na abertura da Semana do Bom Vizinho em Los Angeles, na Califórnia, em 1964.

Em uma perspectiva de longo prazo, a influência da Grã-Bretanha na América Latina foi enorme após a independência na década de 1820. A Grã-Bretanha procurou deliberadamente substituir os espanhóis e portugueses em assuntos econômicos e culturais. Questões militares e colonização foram fatores menores. A influência foi exercida por meio da diplomacia, comércio, serviços bancários e investimentos em ferrovias e minas. A língua inglesa e as normas culturais britânicas foram transmitidas por jovens e enérgicos agentes comerciais britânicos em missões temporárias nos principais centros comerciais, onde convidavam os moradores locais para atividades de lazer britânicas, como esportes organizados, e para suas instituições culturais transplantadas, como escolas e clubes. O papel britânico nunca desapareceu, mas esmoreceu rapidamente após 1914, quando os britânicos aproveitaram os seus investimentos para pagar a Grande Guerra e os Estados Unidos, outra potência anglófona, avançaram para a região com uma força esmagadora e normas culturais semelhantes.

### Esportes
O impacto britânico nos esportes foi avassalador, à medida que a América Latina adotou o futebol (chamado fútbol em espanhol). Na Argentina, o rúgbi, o polo, o tênis e o golfe tornaram-se importantes passatempos de lazer da classe média.

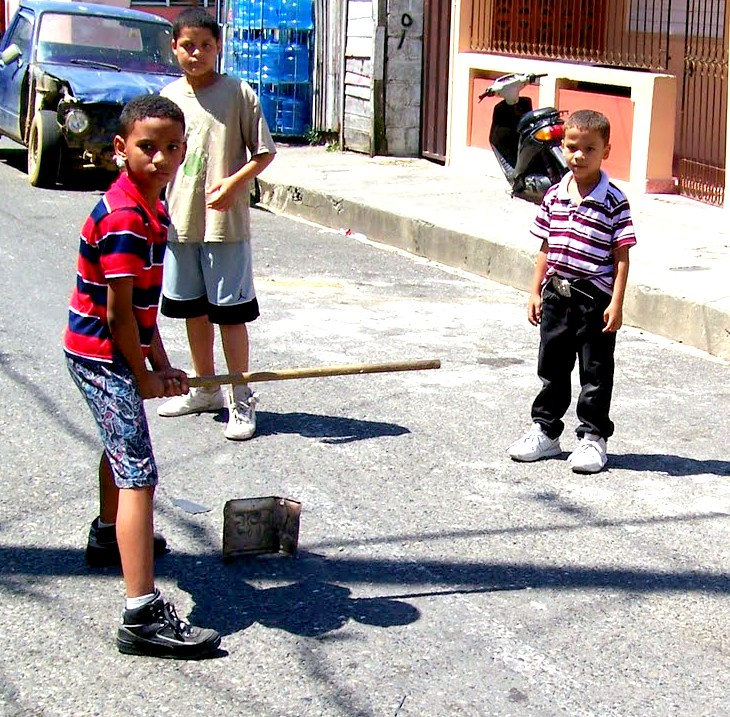
Plaquita, uma versão dominicana de críquete de rua. A República Dominicana foi introduzida ao críquete pela primeira vez por meio do contato britânico em meados do século XVIII, mas mudou para o beisebol após a ocupação americana de 1916.

Em algumas partes do Caribe e da América Central, o beisebol superou o futebol em termos de popularidade. O esporte começou no final do século XIX, quando empresas de açúcar importaram cortadores de cana do Caribe Britânico. Durante o tempo livre, os trabalhadores jogavam críquete, mas depois, durante o longo período de ocupação militar dos EUA, o críquete deu lugar ao beisebol, que rapidamente ganhou grande popularidade, embora o críquete continue sendo o esporte favorito no Caribe Britânico. O beisebol teve o maior número de seguidores nas nações ocupadas por muito tempo pelo exército dos EUA, especialmente a República Dominicana e Cuba, assim como Nicarágua, Panamá e Porto Rico. Até mesmo a Venezuela, que não foi ocupada pelas forças armadas dos EUA durante esse período, ainda se tornou um destino popular para jogos de beisebol. Todos estes países surgiram como fontes de talento para o basebol, uma vez que muitos jogadores aprimoram as suas habilidades em equipas locais, ou em “academias” geridas pelas grandes ligas dos EUA para cultivar os jovens mais promissores para as suas próprias equipes. O Baseball5, uma variação oficial do beisebol, foi inspirado em 2017 também pelas variações latino-americanas do beisebol de rua.

### Literatura
As culturas pré-colombianas eram principalmente orais, embora os astecas e os maias, por exemplo, produzissem códices elaborados. Relatos orais de crenças mitológicas e religiosas também foram registrados algumas vezes após a chegada dos colonizadores europeus, como foi o caso do Popol Vuh. Além disso, uma tradição de narrativa oral sobrevive até hoje, por exemplo, entre a população de língua quíchua do Peru e os quichés da Guatemala.
Desde o momento da "descoberta" do continente pela Europa, os primeiros exploradores e conquistadores produziram relatos escritos e crônicas de suas experiências, como as cartas de Cristóvão Colombo ou a descrição de Bernal Díaz del Castillo sobre a conquista da Nova Espanha. Durante o período colonial, a cultura escrita estava frequentemente nas mãos da igreja, contexto em que Sor Juana Inés de la Cruz escreveu poesias e ensaios filosóficos memoráveis. No final do século XVIII e início do século XIX, surgiu uma distinta tradição literária <i>criolla</i>, incluindo os primeiros romances como El Periquillo Sarniento (1816), de Lizardi.
O século XIX foi um período de "ficções fundacionais" (nas palavras da crítica Doris Sommer), romances nas tradições românticas ou naturalistas que tentavam estabelecer um senso de identidade nacional e que frequentemente se concentravam na questão indígena ou na dicotomia de "civilização ou barbárie"; para as quais ver, por exemplo, Facundo (1845), de Domingo Sarmiento, Cumandá (1879), de Juan León Mera, ou Os Sertões (1902), de Euclides da Cunha.
Na virada do século XX, surgiu o modernismo, um movimento poético cujo texto fundador foi Azul (1888), de Rubén Darío. Este foi o primeiro movimento literário latino-americano a influenciar a cultura literária fora da região e também foi a primeira literatura verdadeiramente latino-americana, na qual as diferenças nacionais não eram mais tão problemáticas. José Martí, por exemplo, embora fosse um patriota cubano, também viveu no México e nos Estados Unidos e escreveu para jornais na Argentina e em outros lugares.
No entanto, o que realmente colocou a literatura latino-americana no mapa mundial foi, sem dúvida, o boom literário das décadas de 1960 e 1970,  distinguiu-se por romances ousados e experimentais (como Rayuela (1963) de Julio Cortázar) que foram frequentemente publicados na Espanha e rapidamente traduzidos para o inglês. O romance que definiu o boom foi Cien años de soledad (1967), de Gabriel García Márquez, que levou à associação da literatura latino-americana com o realismo mágico, embora outros escritores importantes do período, como Mario Vargas Llosa e Carlos Fuentes, não se encaixem tão facilmente nessa estrutura. Indiscutivelmente, o ponto culminante do Boom foi o monumental Yo, el supremo (1974), de Augusto Roa Bastos. Na esteira do Boom, precursores influentes como Juan Rulfo, Alejo Carpentier e, acima de tudo, Jorge Luis Borges também foram redescobertos.
A literatura contemporânea da região é vibrante e variada, abrangendo desde os best-sellers de Paulo Coelho e Isabel Allende até as obras mais vanguardistas e aclamadas pela crítica de escritores como Giannina Braschi, Diamela Eltit, Ricardo Piglia, Roberto Bolaño ou Daniel Sada. Também se deu considerável atenção ao gênero de testemunho, textos produzidos em colaboração com sujeitos subalternos como Rigoberta Menchú. Finalmente, uma nova geração de cronistas é representada pelos mais jornalísticos Carlos Monsiváis e Pedro Lemebel.
A região possui seis ganhadores do Prêmio Nobel: além do colombiano García Márquez (1982), também a poetisa chilena Gabriela Mistral (1945), o romancista guatemalteco Miguel Ángel Asturias (1967), o poeta chileno Pablo Neruda (1971), o poeta e ensaísta mexicano Octavio Paz (1990) e o escritor peruano Mario Vargas Llosa (2010).

### Filosofia
A história da filosofia latino-americana é utilmente dividida em cinco períodos: Pré-colombiano, Colonial, Independentista, Nacionalista e Contemporâneo (ou seja, do século XX até o presente).
Entre as principais filósofas latino-americanas está Sor Juana Inés de la Cruz (México, 1651–1695), filósofa, compositora, poetisa do período barroco e freira jeronimita da Nova Espanha. Sor Juana foi a primeira filósofa a questionar o estatuto da mulher na sociedade latino-americana. Quando um funcionário da Igreja Católica instruiu Sor Juana a abandonar atividades intelectuais que eram impróprias para uma mulher, a extensa resposta de Sor Juana defende a igualdade racional entre homens e mulheres, apresenta um argumento poderoso a favor do direito das mulheres à educação e desenvolve uma compreensão da sabedoria como uma forma de auto-realização.
Entre os filósofos políticos mais proeminentes da América Latina estava José Martí (Cuba 1854-1895), que foi pioneiro no pensamento liberal cubano que levou à Guerra da Independência de Cuba. Noutras partes da América Latina, durante o período de 1870-1930, a filosofia do positivismo ou "cientificismo" associada a Auguste Comte na França e a Herbert Spencer na Inglaterra exerceu influência sobre intelectuais, especialistas e escritores da região. Francisco Romero (Argentina, 1891-1962) cunhou a expressão "normalidade filosófica" em 1940, referindo-se ao pensamento filosófico como "uma função ordinária da cultura na América hispânica". Outros filósofos latino-americanos de sua época incluem Alejandro Korn (Argentina, 1860-1936), autor de "A Liberdade Criativa", e José Vasconcelos (México, 1882-1959), cuja obra abrange metafísica, estética e a filosofia do "mexicano". O poeta e ensaísta Octavio Paz (1914-1998) foi um diplomata e poeta mexicano, vencedor do Prêmio Nobel de Literatura em 1990. Paz, que é um dos escritores mais influentes da cultura latino-americana e espanhola, de Sor Juana a Remedios Varos. Filósofos latino-americanos mais recentes que praticam filosofia latina incluem: Walter Mignolo (1941-), Maria Lugones (1948-) e Susana Nuccetelli (1954) da Argentina; Jorge JE Gracia (1942), Gustavo Pérez Firmat (1949) e Ofelia Schutte (1944) de Cuba; Linda Martín Alcoff (1955) do Panamá; Giannina Braschi (1953) de Porto Rico; e Eduardo Mendieta (1963) da Colômbia. Seus formatos e estilos de escrita filosófica latina diferem muito conforme o assunto. O livro de Walter Mignolo "A Ideia da América Latina" expõe como a ideia da América Latina e do filósofo latino-americano, como precursor da filosofia latina, foi formada e propagada. Os escritos de Giannina Braschi sobre a independência de Porto Rico centram-se no terrorismo financeiro, na dívida e no “medo”.
A filosofia latina é uma tradição de pensamento que se refere tanto ao trabalho de muitos filósofos latinos nos Estados Unidos quanto a um conjunto específico de problemas filosóficos e métodos de questionamento que se relacionam com a identidade latina como uma experiência hifenizada: fronteiras, imigração, gênero, raça, feminismo e decolonialidade. A “filosofia latina/o” é usada por alguns para se referir também à filosofia latino-americana praticada na América Latina e nos Estados Unidos, enquanto outros argumentam que, para manter a especificidade, a filosofia latina deveria se referir apenas a um subconjunto da filosofia latino-americana.

### Música
A música latino-americana vem em muitas variedades, desde a música simples e rural do norte do México até a sofisticada habanera de Cuba, das sinfonias de Heitor Villa-Lobos até a simples e comovente flauta andina. A música desempenhou um papel importante na turbulenta história recente da América Latina, por exemplo, o movimento nueva canción. A música latina é muito diversa, sendo o único fio condutor verdadeiramente unificador o uso da língua espanhola ou, no Brasil, da língua portuguesa, similar.
A América Latina pode ser dividida em várias áreas musicais. A música andina, por exemplo, inclui os países do oeste da América do Sul, tipicamente Argentina, Colômbia, Peru, Bolívia, Equador, Chile e Venezuela; a música centro-americana inclui Nicarágua, El Salvador, Guatemala, Honduras e Costa Rica. A música caribenha inclui a costa caribenha da Colômbia, Panamá e ilhas de língua espanhola no Caribe, incluindo a República Dominicana, Cuba e Porto Rico. O Brasil constitui sua própria área musical, tanto por seu grande tamanho e incrível diversidade quanto por sua história única como colônia portuguesa. Musicalmente, a América Latina também influenciou suas antigas metrópoles coloniais. A música espanhola e a música portuguesa se  cruzaram fortemente com a música latino-americana, mas a música latina também absorveu influências do mundo de língua inglesa, bem como da música africana.
Uma das principais características da música latino-americana é sua diversidade, desde os ritmos animados da América Central e do Caribe até os sons mais austeros do sul da América do Sul. Outra característica da música latino-americana é a mistura original de vários estilos que chegaram às Américas e se tornaram influentes, desde o barroco espanhol e europeu até as diferentes batidas dos ritmos africanos. A música latino-caribenha, como salsa, merengue, bachata, etc., são estilos de música fortemente influenciados por ritmos e melodias africanas.
Outros gêneros musicais da América Latina incluem o tango argentino e uruguaio, a cumbia e o vallenato colombianos, a ranchera mexicana, a salsa cubana, o bolero, a rumba e o mambo, o palo de mayo da Nicarágua, o candombe uruguaio, a cumbia panamenha, o tamborito, o saloma e o pasillo, e os vários estilos de música das tradições pré-colombianas que são difundidas na região andina. No Brasil, o samba, o jazz americano, a música clássica europeia e o choro se combinaram na bossa nova.
O compositor clássico Heitor Villa-Lobos (1887–1959) trabalhou na gravação de tradições musicais nativas em sua terra natal, o Brasil. As tradições de sua terra natal influenciaram fortemente suas obras clássicas. Também é notável o trabalho muito recente do cubano Leo Brouwer e o trabalho de violão do venezuelano Antonio Lauro e do paraguaio Agustín Barrios.
Indiscutivelmente, a principal contribuição à música veio do folclore, onde se expressa a verdadeira alma dos países latino-americanos e caribenhos. Músicos como Atahualpa Yupanqui, Violeta Parra, Víctor Jara, Mercedes Sosa, Jorge Negrete, Caetano Veloso, Yma Sumac e outros deram exemplos magníficos das alturas que esta alma pode alcançar, por exemplo: o uruguaio e primeiro músico latino-americano a ganhar um prêmio OSCAR, Jorge Drexler. O pop latino, incluindo muitas formas de rock, é popular na América Latina hoje (veja rock and roll em espanhol).

### Filme

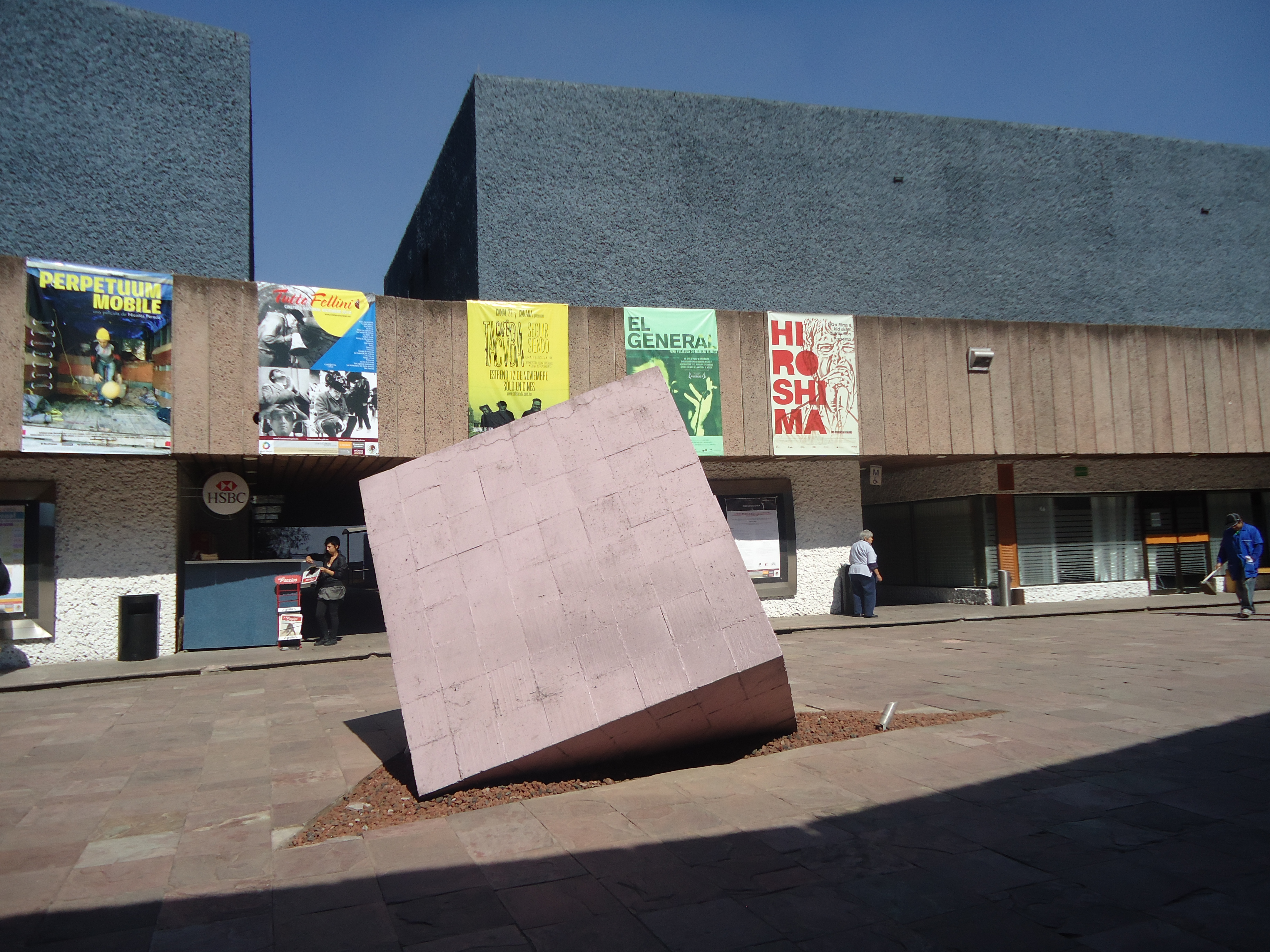
A Cineteca Nacional no México.

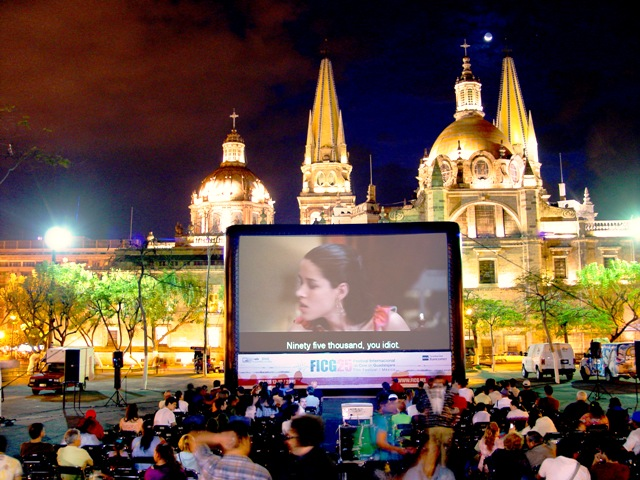
O Festival Internacional de Cinema de Guadalajara é considerado o festival de cinema mais prestigiado da América Latina.

O cinema latino-americano é rico e diverso. Mas os principais centros de produção foram México, Argentina, Brasil e Cuba.
O cinema latino-americano floresceu após a introdução do som, que adicionou uma barreira linguística à exportação de filmes de Hollywood para o sul da fronteira. As décadas de 1950 e 1960 testemunharam um movimento em direção ao Terceiro Cinema, liderado pelos cineastas argentinos Fernando Solanas e Octavio Getino. Mais recentemente, um novo estilo de direção e histórias filmadas foi denominado "Novo Cinema Latino-Americano".
Os filmes mexicanos da Era de Ouro, na década de 1940, são exemplos significativos do cinema latino-americano, com uma enorme indústria comparável à Hollywood daqueles anos. Mais recentemente, filmes como Amores Brutos (2000) e E sua mãe também (2001) conseguiram criar histórias universais sobre temas contemporâneos e foram reconhecidos internacionalmente. No entanto, o país também testemunhou a ascensão de cineastas experimentais como Carlos Reygadas e Fernando Eimbicke, que se concentram em temas e personagens mais universais. Outros importantes diretores mexicanos são Arturo Ripstein e Guillermo del Toro.
O cinema argentino foi uma grande indústria na primeira metade do século XX. Após uma série de governos militares que acorrentaram a cultura em geral, a indústria ressurgiu após a ditadura militar de 1976-1983 para produzir o filme vencedor do Oscar A História Oficial em 1985. A crise econômica argentina afetou a produção cinematográfica no final dos anos 1990 e início dos anos 2000, mas muitos filmes argentinos produzidos durante esses anos foram aclamados internacionalmente, incluindo Plata quemada (2000), Nueve Reinas (2000), El abrazo partido (2004) e Roma (2004).
No cinema brasileiro, o movimento do Cinema Novo criou uma maneira particular de fazer filmes com roteiros críticos e intelectuais, uma fotografia mais clara relacionada à luz do ar livre em uma paisagem tropical e uma mensagem política. A moderna indústria cinematográfica brasileira se tornou mais lucrativa dentro do país, e algumas de suas produções receberam prêmios e reconhecimento na Europa e nos Estados Unidos. Filmes como Central do Brasil (1999) e Cidade de Deus (2003) têm fãs no mundo todo, e seus diretores já participaram de projetos cinematográficos americanos e europeus.
O cinema cubano tem desfrutado de muito apoio oficial desde a revolução cubana, e cineastas importantes incluem Tomás Gutiérrez Alea.

### Dança moderna

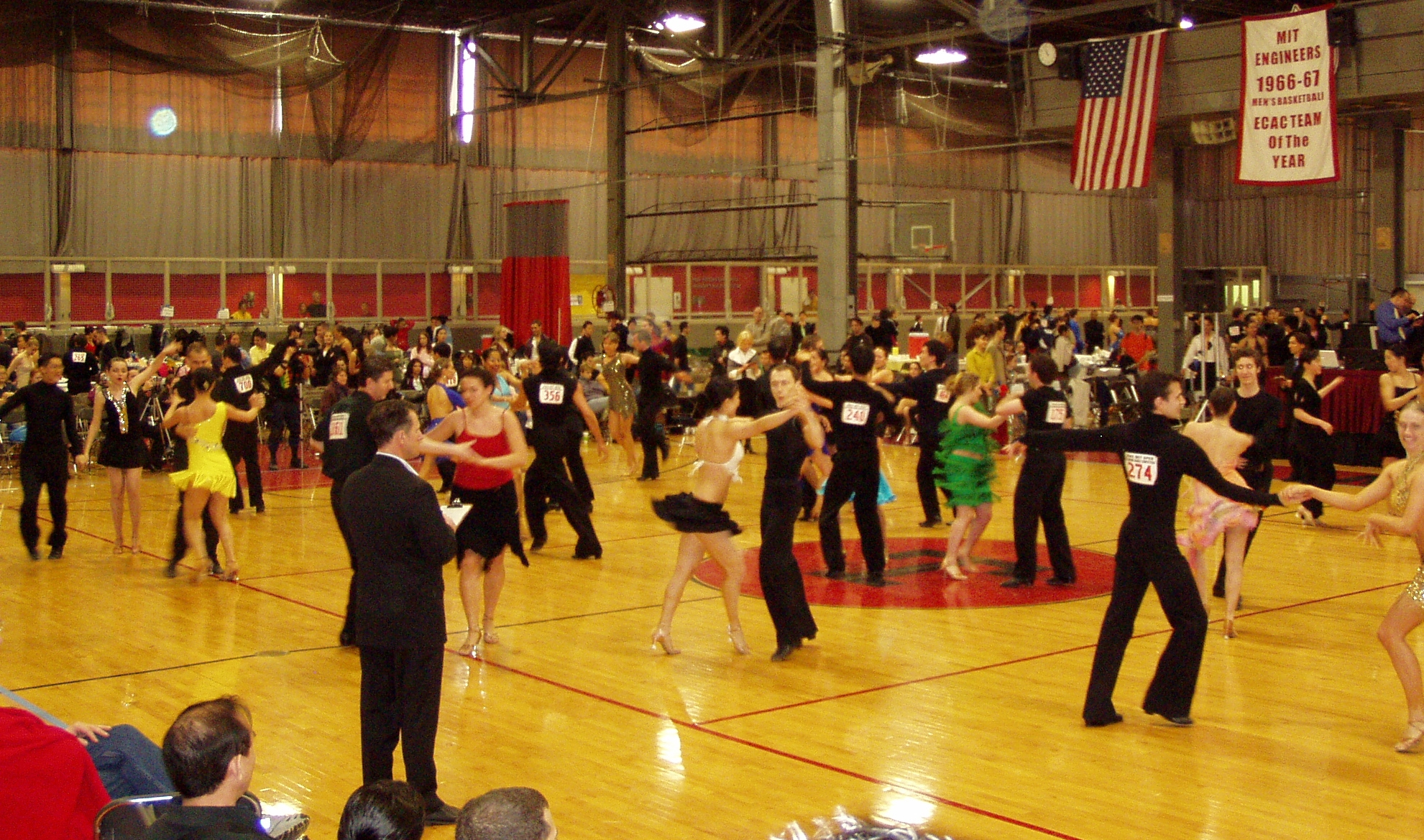
Dança latina de estilo internacional de nível intermediário na competição de dança de salão do MIT de 2006. Um juiz está em primeiro plano.

A América Latina tem uma forte tradição de evolução de estilos de dança. Algumas de suas danças e músicas são consideradas como ênfases à sexualidade e se tornaram populares fora de seus países de origem. A salsa e as danças latinas mais populares foram criadas e adotadas na cultura no início e meados dos anos 1900 e, desde então, conseguiram manter sua importância dentro e fora da América. As bandas mariachi do México agitavam ritmos rápidos e movimentos divertidos ao mesmo tempo que Cuba adotava estilos musicais e de dança semelhantes. Danças tradicionais foram misturadas com novas e modernas formas de movimento, evoluindo para formas mais contemporâneas e mescladas.
Os estúdios de dança de salão dão aulas de muitas danças latino-americanas. É possível até encontrar o cha-cha-cha sendo tocado em bares country honky-tonk. Miami tem contribuído muito para o envolvimento dos Estados Unidos na dança latina. Com uma população porto-riquenha e cubana tão grande, é possível encontrar dança e música latina nas ruas a qualquer hora do dia ou da noite.
Algumas danças da América Latina são derivadas e recebem nomes baseados no tipo de música com que são dançadas. Por exemplo, mambo, salsa, cha-cha-cha, rumba, merengue, samba, flamenco, bachata e, provavelmente o mais conhecido, o tango estão entre os mais populares. Cada tipo de música tem passos específicos que combinam com a música, as contagens, os ritmos e o estilo.
A dança moderna latino-americana é muito energética. Essas danças são executadas principalmente com um parceiro como uma dança social, mas existem variações solo. As danças enfatizam movimentos apaixonados do quadril e a conexão entre os parceiros. Muitas das danças são feitas com abraços próximos, enquanto outras são mais tradicionais e semelhantes à dança de salão, mantendo uma estrutura mais forte entre os parceiros.

### Teatro
O teatro na América Latina já existia antes da chegada dos europeus ao continente. Os nativos da América Latina tinham seus próprios rituais, festivais e cerimônias. Elas envolviam dança, canto de poesia, canções, esquetes teatrais, mímica, acrobacia e shows de mágica. Os artistas eram treinados; eles usavam fantasias, máscaras, maquiagem e perucas. Plataformas eram erguidas para melhorar a visibilidade. Os "cenários" eram decorados com galhos de árvores e outros objetos naturais.
Os europeus usaram isso a seu favor. Durante os primeiros cinquenta anos após a Conquista, os missionários usaram o teatro amplamente para espalhar a doutrina cristã a uma população acostumada à qualidade visual e oral do espetáculo, mantendo assim uma forma de hegemonia cultural. Foi mais eficaz usar as formas indígenas de comunicação do que pôr fim às práticas "pagãs"; os conquistadores retiraram o conteúdo dos espetáculos, conservaram os apetrechos e usaram-nos para transmitir a sua própria mensagem. Os rituais pré-colombianos eram a forma como os indígenas entravam em contato com o divino. Os espanhóis usaram peças teatrais para cristianizar e colonizar os povos indígenas das Américas no século XVI.
O teatro proporcionou uma maneira para os povos indígenas serem forçados a participar do drama de sua própria derrota. Em 1599, os jesuítas chegaram a usar cadáveres de nativos americanos para representar os mortos na encenação do julgamento final. Embora as peças promovessem uma nova ordem sagrada, sua primeira prioridade era apoiar a nova ordem política secular. O teatro sob os colonizadores esteve principalmente ao serviço da administração. Após a grande diminuição da população nativa, a consciência e a identidade indígenas no teatro desapareceram, embora as peças tivessem elementos indígenas.  O teatro que progrediu na América Latina é considerado o teatro que os conquistadores trouxeram para a América, não o teatro da América.

### Progressão no teatro latino-americano pós-colonial
Conflitos internos e interferências externas foram o motor da história latino-americana, o que também se aplica ao teatro.
- 1959–1968: estruturas dramatúrgicas e estruturas de projetos sociais tenderam mais para a construção de uma base latino-americana mais nativa chamada "Nuestra América".
- 1968–1974: o teatro tenta reivindicar uma definição mais homogênea que traz mais modelos europeus. Nesse ponto, o Teatro Latino-Americano tentou se conectar às suas raízes históricas.
- 1974–1984: a busca de expressão enraizada na história da América Latina tornou-se vítima do exílio e da morte.[36]

### Culinária latino-americana

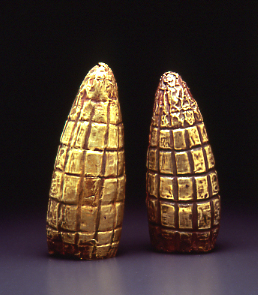
Milho dourado. Cultura Moche 300 d.C., no Museu Larco em Lima, no Peru.

A culinária latino-americana se refere aos alimentos, bebidas e estilos de culinária típicos comuns a muitos países e culturas da América Latina. A América Latina é uma região muito diversa, com culinárias que variam de país para país.
Alguns itens típicos da culinária latino-americana incluem pratos e bebidas à base de milho (tortilhas, tamales, arepas, pupusas, chicha morada e chicha de jora) e vários molhos e outros condimentos (guacamole, pico de gallo e mole). Essas especiarias  são geralmente o que dá às culinárias latino-americanas um sabor distinto; no entanto, cada país da América Latina tende a usar um tempero diferente e aqueles que compartilham temperos tendem a usá-los em quantidades diferentes. Assim, isso leva a uma variedade em todo o território. A carne também é muito consumida e constitui um dos principais ingredientes em muitos países da América Latina, onde é considerada uma especialidade, conhecida como Assado ou Churrasco.
As bebidas latino-americanas são tão distintas quanto suas comidas. Algumas bebidas podem até mesmo remontar à época dos índios americanos. Algumas bebidas populares incluem mate, pisco sour, horchata, chicha, atole, cacau e águas frescas. As sobremesas na América Latina incluem doce de leite, alfajor, arroz com leite, bolo de três leches, Teja e pudim.

## Culturas regionais

### América do Norte

#### México

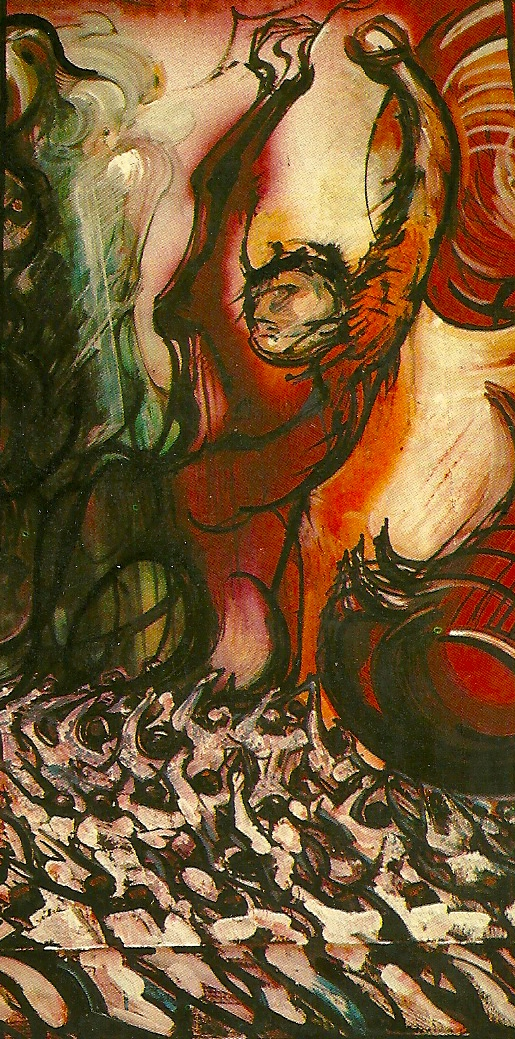
A Marcha da Humanidade.

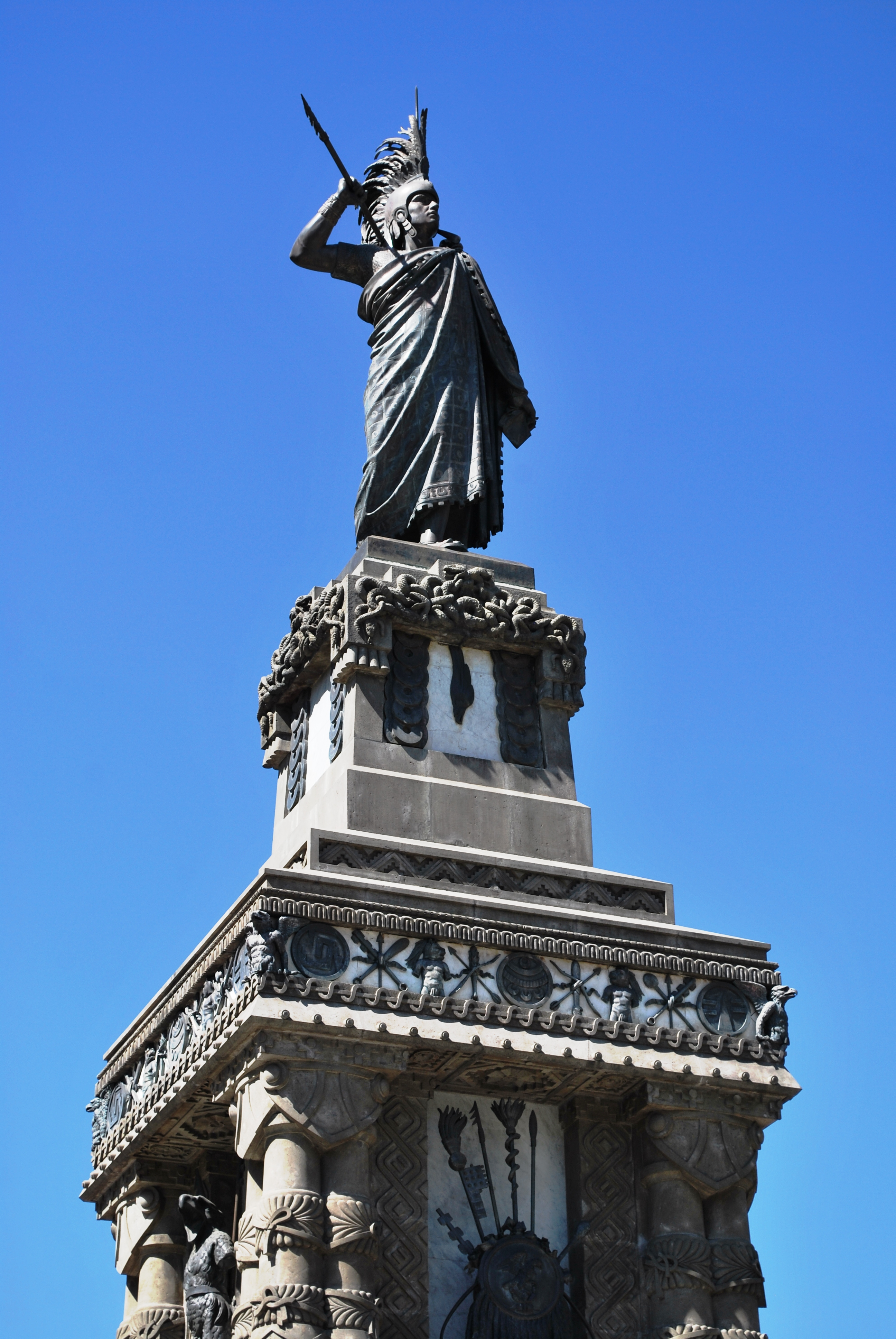
Monumento a Cuauhtémoc, na Cidade do México.

Historicamente, os mexicanos têm lutado para criar uma identidade unida. Esta questão em particular é o tema principal do livro O Labirinto da Solidão, do mexicano ganhador do Prêmio Nobel Octavio Paz. O México é um país grande com uma grande população, portanto, tem muitos traços culturais encontrados apenas em algumas partes do país. O norte do México é a região com menor diversidade cultural devido à sua população ameríndia muito baixa e à alta densidade de descendentes de europeus. Os mexicanos do norte também são mais americanizados devido à fronteira comum com os Estados Unidos. O centro e o sul do México são onde muitas tradições conhecidas encontram sua origem, portanto, as pessoas dessa área são de certa forma as mais tradicionais, mas sua personalidade coletiva não pode ser generalizada. Pessoas de Puebla, por exemplo, são consideradas conservadoras e reservadas, e apenas no estado vizinho de Veracruz, as pessoas têm a fama de serem extrovertidas e liberais. Acredita-se que os chilangos (nativos da Cidade do México) sejam um pouco agressivos e egocêntricos. Os regiomontanos (cidadãos de Monterrey) são considerados orgulhosos e avarentos, independentemente de seu status social. Quase todos os estados mexicanos têm seu próprio sotaque, o que torna bastante fácil distinguir a origem de alguém pelo uso da língua.

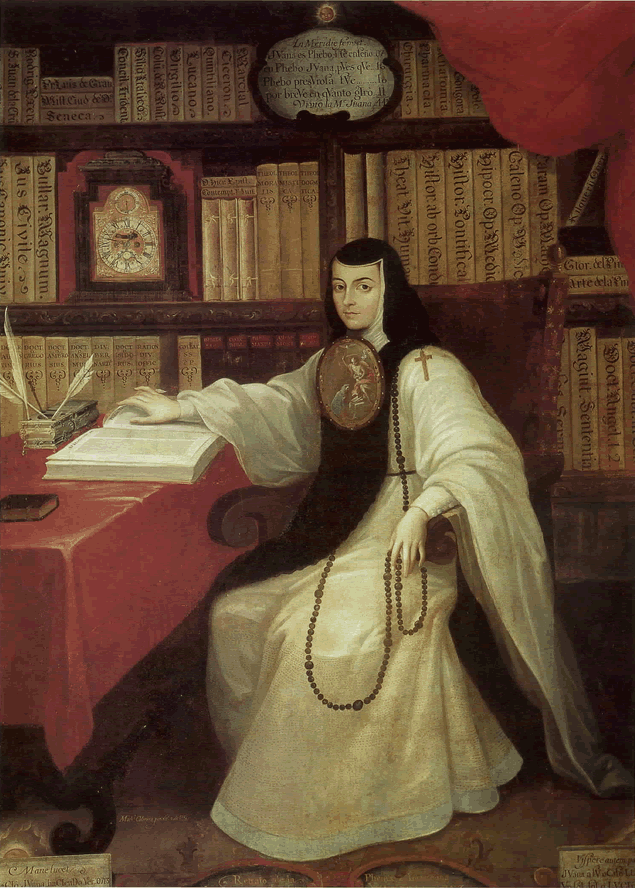
Uma pintura do final do século XVIII de Sor Juana Inés de la Cruz, poetisa e escritora mexicana.

A literatura do México tem seus antecedentes na literatura dos assentamentos indígenas da Mesoamérica e na literatura europeia. O poeta pré-hispânico mais conhecido é Netzahualcoyotl. Escritores e poetas coloniais notáveis incluem Juan Ruiz de Alarcón e Sor Juana Inés de la Cruz. O primeiro romance a ser escrito e publicado na América Latina é geralmente considerado O Papagaio Sarnento, de José Joaquín Fernández de Lizardi (publicado em série de 1816 a 1831).
Outros notáveis escritores mexicanos incluem poetas como Octavio Paz (Prêmio Nobel), Xavier Villaurrutia e Ramón López Velarde, bem como prosadores como Alfonso Reyes, Ignacio Manuel Altamirano, Nellie Campobello, Juan José Arreola, Carlos Fuentes, Agustín Yáñez, Elena Garro, Mariano Azuela, Juan Rulfo, Amparo Dávila, Jorge Ibargüengoitia, Guadalupe Dueñas, Bruno Traven e Fernando del Paso, e dramaturgos como Maruxa Vilalta e Rodolfo Usigli. Autores mexicanos contemporâneos incluem Álvaro Enrigue, Daniel Sada, Guadalupe Nettel, Juan Villoro, Jorge Volpi e Fernanda Melchor.

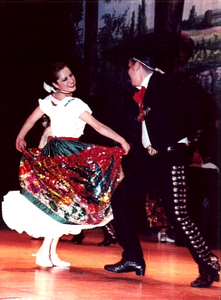
Jarabe Tapatío no tradicional vestido China Poblana.

A música do México é muito diversificada e apresenta uma grande variedade de gêneros musicais e estilos de apresentação. Foi influenciado por uma variedade de culturas, principalmente pela cultura dos povos indígenas do México e da cultura da Europa. A música foi uma expressão do nacionalismo mexicano, a partir do século XIX.
Antes da fundação do México como um Estado-nação, os habitantes originais da terra usavam tambores (como o teponaztli), flautas, chocalhos, conchas como trombetas e suas vozes para fazer música e dançar. Essa música antiga ainda é tocada em algumas partes do México. Entretanto, grande parte da música tradicional contemporânea do México foi escrita durante e depois do período colonial espanhol, usando muitos instrumentos influenciados pelo velho mundo. Muitos instrumentos tradicionais, como a vihuela mexicana usada na música mariachi, foram adaptados de seus predecessores do velho mundo e são tradicionalmente considerados mexicanos. Os gêneros musicais populares incluem son huasteco, ranchera, bolero mexicano, mariachi, corrido, banda e música norteña. Músicos e compositores notáveis incluem José Mariano Elízaga, Juventino Rosas, Agustín Lara e José Alfredo Jiménez.
Mexicanos em lugares como Guadalajara, Puebla, Monterrey, Cidade do México e na maioria das cidades de médio porte desfrutam de uma grande variedade de opções de lazer. Os shopping centers são os favoritos das famílias, já que há um número crescente de novos shoppings que atendem pessoas de todas as idades e interesses. Muitos deles têm cinemas multiplex, restaurantes locais e internacionais, praças de alimentação, cafés, bares, livrarias e também a maioria das marcas de roupas de renome internacional. Os mexicanos costumam viajar dentro do próprio país, fazendo viagens curtas de fim de semana para uma cidade ou vila vizinha.

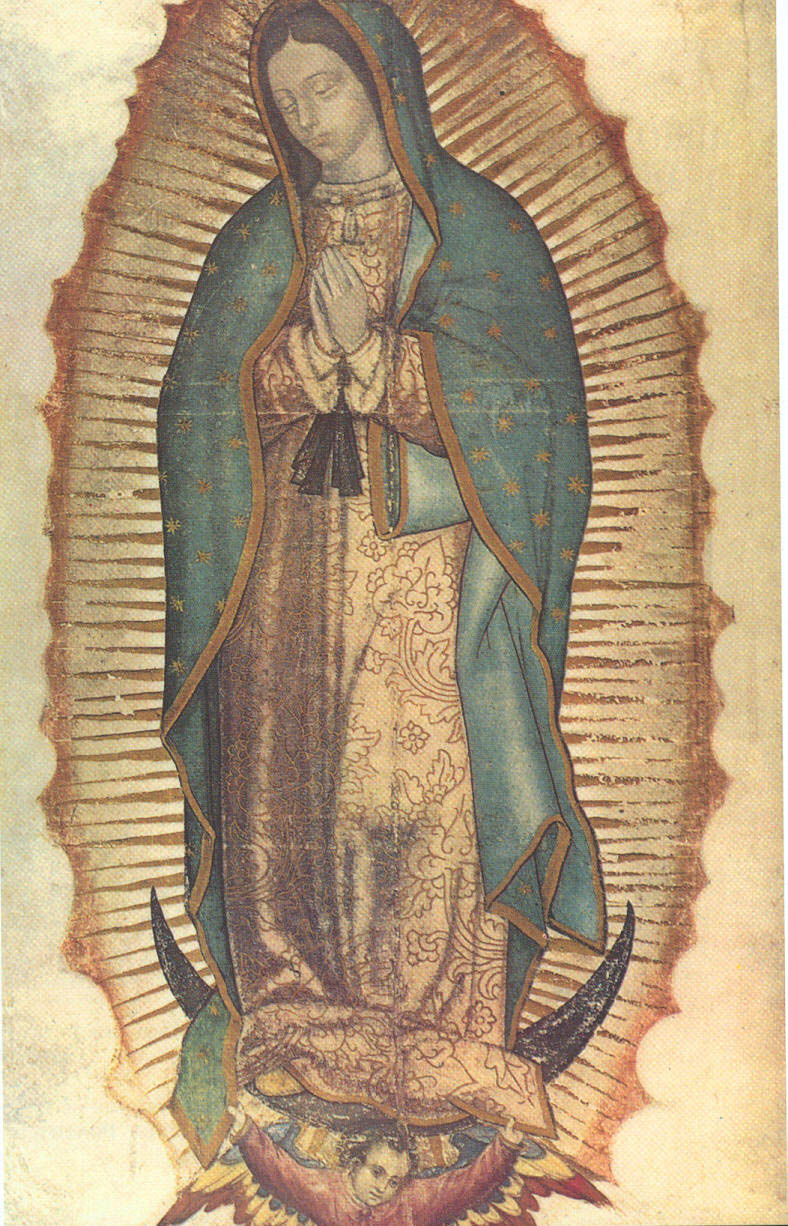
Uma imagem de Nossa Senhora de Guadalupe, a padroeira do México.

O padrão de vida no México é mais alto do que na maioria dos outros países da América Latina, atraindo imigrantes em busca de melhores oportunidades. Com o recente crescimento econômico, muitas famílias de alta renda vivem em casas individuais, comumente encontradas em condomínios fechados, chamados de "fraccionamiento". A razão pela qual esses lugares são os mais populares entre as classes média e alta é que eles oferecem uma sensação de segurança e fornecem status social. Piscinas ou clubes de golfe, além de algumas outras comodidades são encontradas nesses fracionamentos. Os mexicanos mais pobres, por outro lado, vivem uma vida difícil, embora compartilhem a importância que dão à família, aos amigos e aos hábitos culturais.

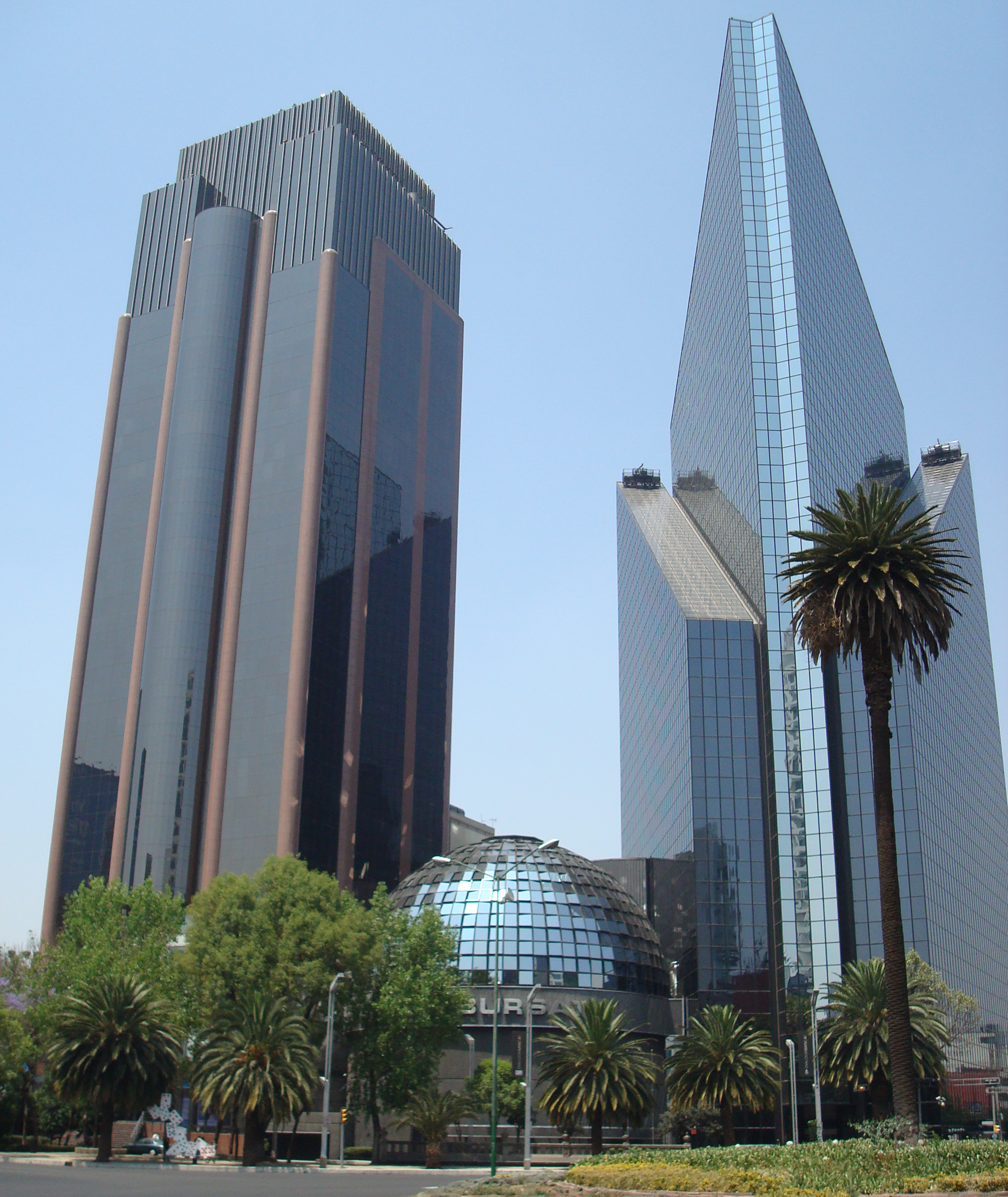
Bolsa Mexicana de Valores.

Duas das principais redes de televisão sediadas no México são a Televisa e a TV Azteca. As novelas (telenovelas) são traduzidas para vários idiomas e vistas em todo o mundo com nomes renomados como Verónica Castro, Lucía Méndez, Lucero e Thalía. Até Gael García Bernal e Diego Luna de Y tu mamá también e modelos da Zegna atuam em alguns deles. Alguns de seus programas de TV são inspirados em séries americanas como Family Feud (100 Mexicanos Dijeron ou "Cem Mexicanos Disseram" em espanhol), Big Brother, American Idol, Saturday Night Live e outros. Programas de notícias nacionais como Las Noticias por Adela na Televisa parecem um híbrido entre Donahue e Nightline. Os programas de notícias locais são modelados a partir de seus equivalentes americanos, como os formatos Eyewitness News e Action News.
Os esportes nacionais do México são a charreria e as touradas. As culturas pré-colombianas praticavam um jogo de bola chamado ulama que ainda existe no noroeste do México, embora não seja mais um esporte popular. Uma parcela considerável da população mexicana gosta de assistir a touradas. Quase todas as grandes cidades têm praças de touros. A Cidade do México tem a maior praça de touros do mundo, com capacidade para 55.000 pessoas. Mas o esporte favorito continua sendo o futebol, enquanto o beisebol é popular, mas mais especificamente nos estados do norte (possivelmente por causa da influência americana), e vários mexicanos se tornaram estrelas nas principais ligas dos EUA. A luta livre profissional é mostrada em programas como Lucha Libre. O futebol americano é praticado nas principais universidades como a UNAM. O basquete também vem ganhando popularidade, com vários jogadores mexicanos sendo convocados para jogar na National Basketball Association.

### América Central

#### Guatemala

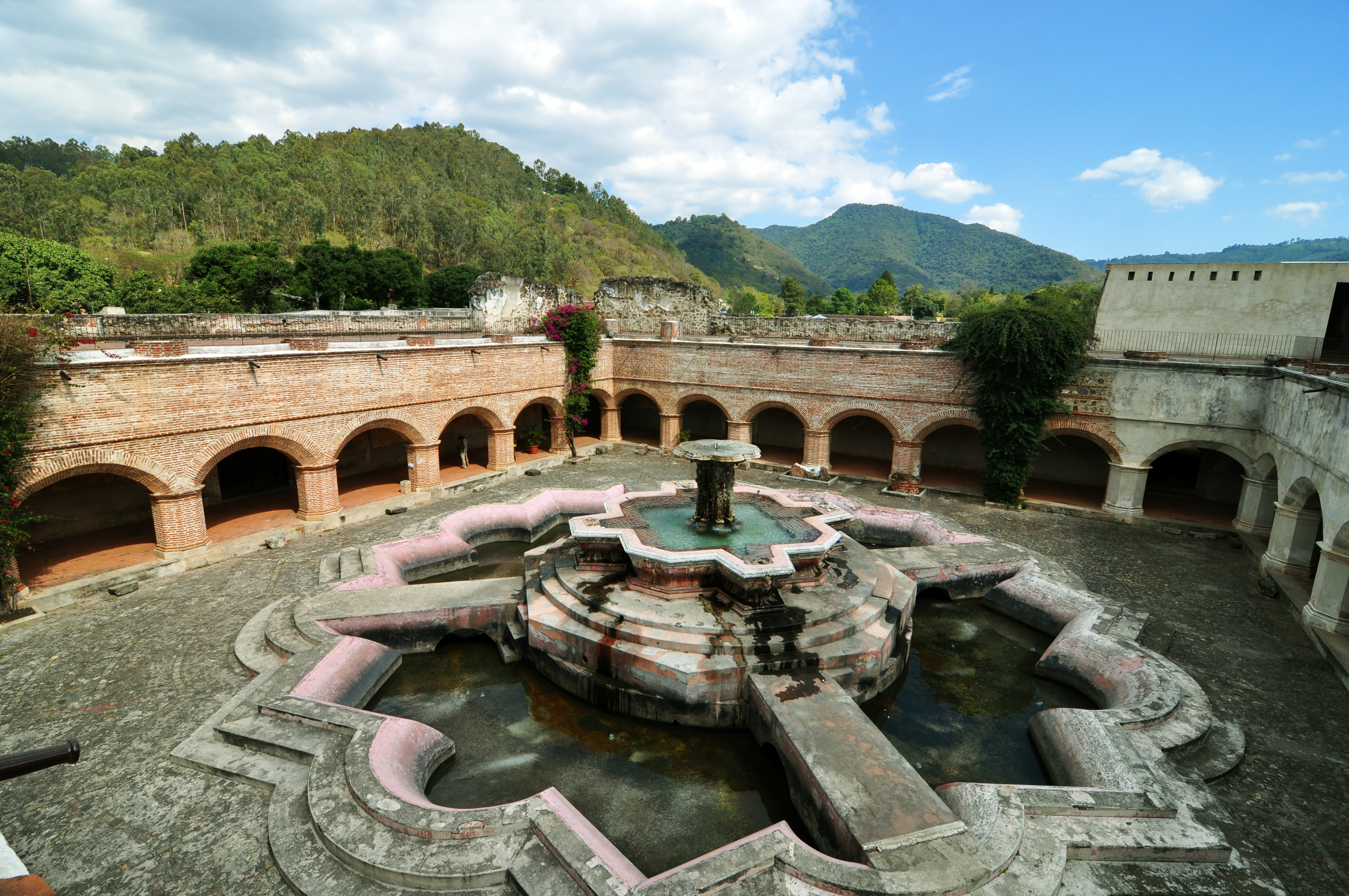
A fonte de Nossa Senhora da Misericórdia, em Antigua Guatemala.

A cultura da Guatemala reflete fortes influências maias e espanholas e continua a ser definida como um contraste entre os pobres moradores maias das terras altas rurais e a população mestiça urbanizada e rica que ocupa as cidades e as planícies agrícolas ao redor.

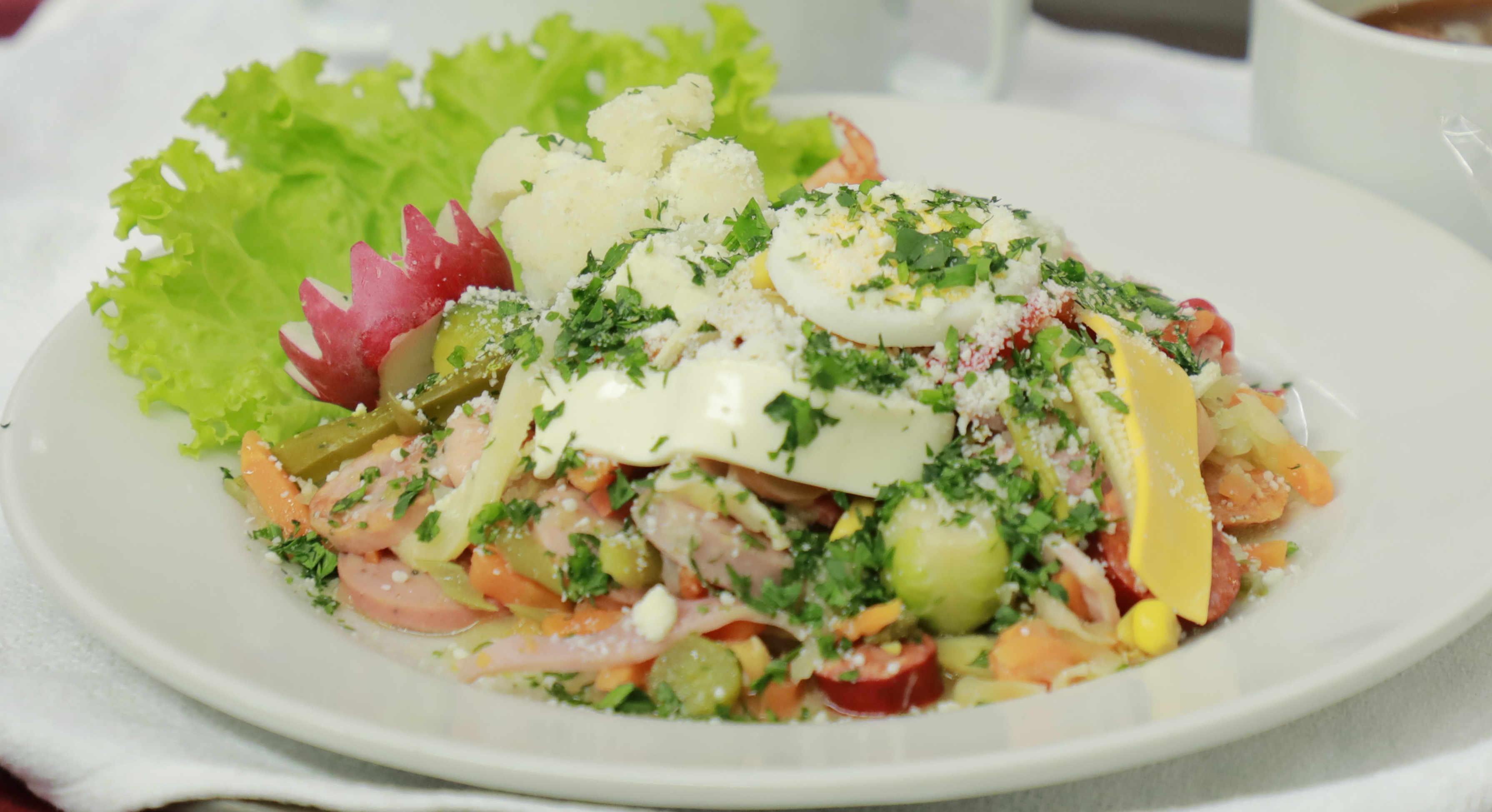
O fiambre, prato tradicional guatemalteco, consumido no dia 1º de novembro, o Dia dos Mortos.

A culinária da Guatemala reflete a natureza multicultural do país, pois envolve alimentos com sabores diferentes dependendo da região. A Guatemala tem 22 departamentos (ou divisões), cada um com variedades de alimentos muito diferentes. Por exemplo, Antigua Guatemala é bem conhecida por seus doces que fazem uso de muitos ingredientes locais: frutas, sementes e nozes, além de mel, leite condensado e outros adoçantes tradicionais. Os doces de Antígua são muito populares quando os turistas visitam o país pela primeira vez e são uma ótima opção na busca por sabores novos e interessantes. Muitos alimentos tradicionais são baseados na culinária maia e têm como ingredientes principais milho, pimenta e feijão. Vários pratos podem ter o mesmo nome de um prato de um país vizinho, mas na verdade podem ser bem diferentes, como por exemplo a enchilada ou a quesadilla, que não são nada parecidas com suas contrapartes mexicanas.
A música da Guatemala é diversa. O instrumento nacional da Guatemala é a marimba, um idiofone da família dos xilofones, que é tocado em todo o país, mesmo nos cantos mais remotos. As cidades também têm bandas de sopro e percussão - procissões semanais, bem como em outras ocasiões. O povo garifuna, de ascendência afro-caribenha, que se espalha pela costa nordeste do Caribe, tem suas próprias variedades distintas de música popular e folclórica. A cumbia, da variedade colombiana, também é muito apreciada principalmente entre as classes mais baixas. Dezenas de bandas de rock surgiram nas últimas duas décadas, tornando o rock bastante popular entre os jovens. A Guatemala também tem uma tradição de música erudita de quase cinco séculos, que abrange desde o primeiro canto litúrgico e a polifonia introduzidos em 1524 até a música erudita contemporânea. Grande parte da música composta na Guatemala do século XVI ao século XIX só recentemente foi descoberta por estudiosos e está sendo revivida por artistas.
A literatura guatemalteca é famosa no mundo todo, seja nas línguas indígenas presentes no país ou no espanhol. Embora provavelmente já houvesse literatura na Guatemala antes da chegada dos espanhóis, todos os textos que existem hoje foram escritos depois da chegada deles. O Popol Vuh é a obra mais significativa da literatura guatemalteca em língua quiché e uma das mais importantes da literatura pré-colombiana americana. É um compêndio de histórias e lendas maias, cujo objetivo é preservar as tradições maias. A primeira versão conhecida deste texto data do século XVI e foi escrita em quiché e transcrita em caracteres latinos. Foi traduzido para o espanhol pelo padre dominicano Francisco Ximénez no início do século XVIII. Devido à sua combinação de elementos históricos, míticos e religiosos, ela foi chamada de Bíblia Maia. É um documento vital para a compreensão da cultura da América pré-colombiana. O Rabinal Achí é uma obra dramática composta de dança e texto que foi preservada como foi originalmente representada. Acredita-se que date do século XV e narra as origens míticas e dinásticas do povo kek'chi' e suas relações com os povos vizinhos. O Rabinal Achí é realizado durante o festival Rabinal de 25 de janeiro, dia de São Paulo. Foi declarada uma obra-prima da tradição oral da humanidade pela UNESCO em 2005. O século XVI viu os primeiros escritores nativos da Guatemala escreverem em espanhol. Os principais escritores desta época incluem Sor Juana de Maldonado, considerada a primeira poetisa-dramaturga da América Central colonial, e o historiador Francisco Antonio de Fuentes y Guzmán. O jesuíta Rafael Landívar (1731–1793) é considerado o primeiro grande poeta guatemalteco. Ele foi forçado ao exílio por Carlos III. Ele viajou para o México e depois para a Itália. Ele escreveu originalmente sua Rusticatio Mexicana e seus poemas elogiando o bispo Figueredo y Victoria em latim.

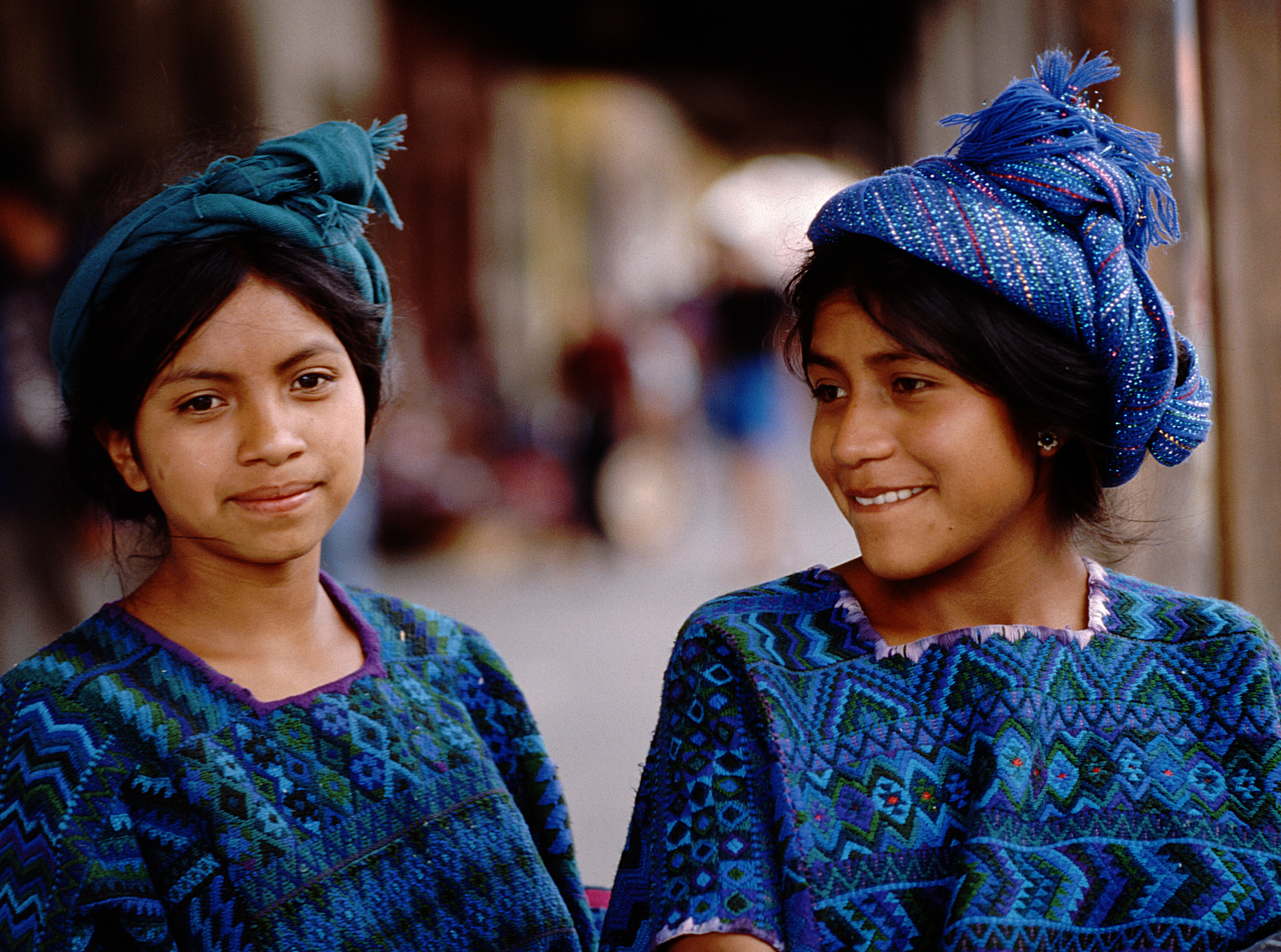
Meninas guatemaltecas em suas roupas tradicionais da cidade de Santa Catarina Palopó, no Lago Atitlán.

O povo maia é conhecido por seus tecidos coloridos feitos à base de fios, que são usados para fazer capas, camisas, blusas, huipiles e vestidos. Cada vila tem seu próprio padrão distinto, o que torna possível distinguir a cidade natal de uma pessoa à primeira vista. A roupa feminina consiste em uma camisa e uma saia longa.
O catolicismo romano combinado com a religião indígena maia é a religião sincrética única que prevaleceu em todo o país e ainda prevalece nas regiões rurais. No entanto, partindo de raízes insignificantes antes de 1960, o pentecostalismo protestante cresceu e se tornou a religião predominante na Cidade da Guatemala e em outros centros urbanos, chegando até mesmo a cidades de médio porte. A religião única é refletida no santo local, Maximón, que é associado à força subterrânea da fertilidade masculina e da prostituição. Sempre retratado de preto, ele usa um chapéu preto e senta-se em uma cadeira, geralmente com um charuto na boca e uma arma na mão, com oferendas de tabaco, álcool e Coca-Cola a seus pés. Os moradores locais o conhecem como São Simão da Guatemala.

#### Nicarágua

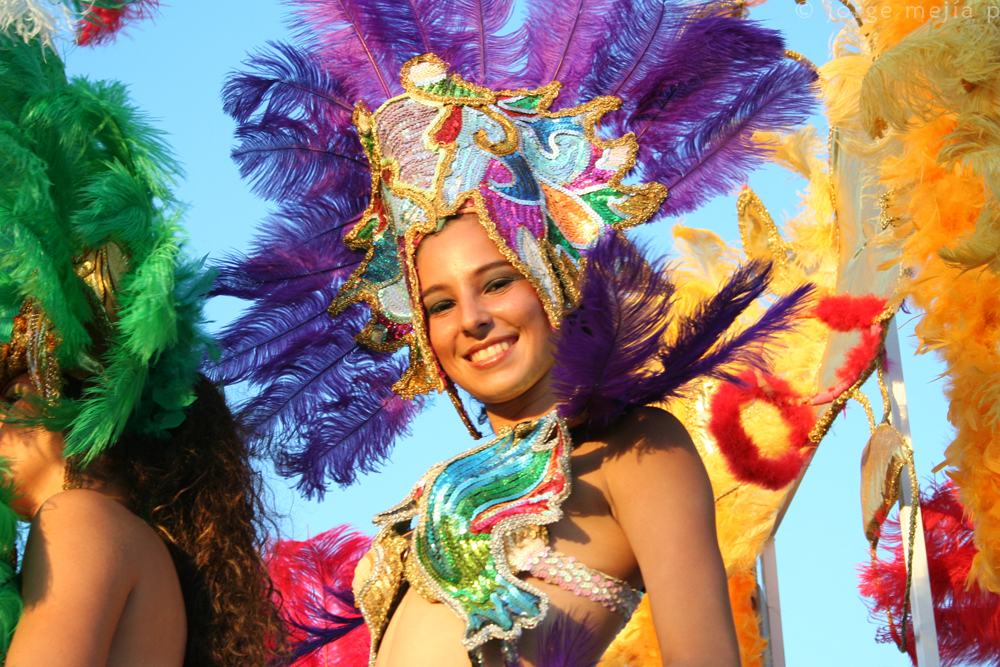
Comemorando o Carnaval anual "Alegría por la vida" em Manágua, na Nicarágua.

A cultura nicaraguense tem várias vertentes distintas. A costa do Pacífico tem um forte folclore, música e tradições religiosas, profundamente influenciadas pela cultura europeia, mas enriquecidas por sons e sabores ameríndios. A costa do Pacífico do país foi colonizada pela Espanha e tem uma cultura semelhante à de outros países latino-americanos de língua espanhola. A costa caribenha do país, por outro lado, já foi um protetorado britânico. O inglês ainda é predominante nesta região e falado internamente, juntamente com o espanhol e as línguas indígenas. Sua cultura é semelhante à das nações caribenhas que foram ou são possessões britânicas, como Jamaica, Belize, Ilhas Cayman, etc.
A música nicaraguense é uma mistura de influências indígenas e europeias, especialmente espanholas e, em menor grau, alemãs. Este último foi resultado da migração alemã para as regiões centro-norte de Las Segovias, onde os alemães se estabeleceram e trouxeram consigo a música polca, que influenciou e evoluiu para a mazurca, polca e valsa da Nicarágua. Especula-se que os alemães que migraram para a Nicarágua eram originários das regiões da Alemanha que foram anexadas à atual Polônia após a Segunda Guerra Mundial; daí os gêneros mazurca, polca, além da valsa. Um dos compositores mais famosos de música clássica e valsa nicaraguense foi José de la Cruz Mena, que na verdade não era das regiões do norte da Nicarágua, mas sim da cidade de León, na Nicarágua.
No entanto, instrumentos musicais mais identificados nacionalmente são a marimba, que também é comum na América Central. A marimba da Nicarágua é tocada de forma única por um artista sentado, segurando o instrumento sobre os joelhos. Geralmente é acompanhado por um contrabaixo, violão e guitarrilla (uma pequena guitarra parecida com um bandolim). Essa música é tocada em eventos sociais como uma espécie de música de fundo. A marimba é feita com placas de madeira dura, colocadas sobre tubos de bambu ou metal de comprimentos variados. É tocado com dois ou quatro martelos. A costa caribenha da Nicarágua é conhecida por uma forma animada e sensual de música dançante chamada Palo de Mayo. É especialmente barulhento e comemorado durante o festival Palo de Mayo, no mês de maio. A comunidade garífuna existe na Nicarágua e é conhecida por sua música popular chamada Punta.
A literatura da Nicarágua pode ser rastreada até os tempos pré-colombianos com os mitos e a literatura oral que formaram a visão cosmogônica do mundo que os povos indígenas tinham. Algumas dessas histórias ainda são conhecidas na Nicarágua. Como em muitos países latino-americanos, os conquistadores espanhóis e os escravos africanos foram os que mais influenciaram tanto a cultura quanto a literatura. A literatura nicaraguense está entre as mais importantes de língua espanhola, com escritores mundialmente famosos como Rubén Darío, considerado a figura literária mais importante da Nicarágua, conhecido como o "Pai do Modernismo" por liderar o movimento literário modernista no final do século XIX.
El Güegüense é um drama satírico e foi a primeira obra literária da Nicarágua pós-colombiana. É considerada uma das expressões mais características da era colonial da América Latina e a obra-prima folclórica da Nicarágua, combinando música, dança e teatro. A peça teatral foi escrita por um autor anônimo no século XVI, tornando-se uma das mais antigas obras teatrais e de dança indígenas do Hemisfério Ocidental. A história foi publicada em um livro em 1942, depois de muitos séculos.

### América do Sul

#### Estados andinos
A região dos Andes abrange aproximadamente grande parte do que hoje é Venezuela, Colômbia, Peru, Chile, Equador e Bolívia, e foi a sede do Império Inca na era pré-colombiana. Assim, muitas das tradições remontam às tradições incas.
Durante a independência da América, muitos países, incluindo Venezuela, Colômbia, Equador e Panamá, formaram o que ficou conhecido como Grã-Colômbia, uma república federal que mais tarde foi dissolvida. No entanto, as pessoas nesses países acreditam que são irmãos e irmãs e, como tal, compartilham muitas tradições e festivais. Peru e Bolívia também eram um único país até a Bolívia declarar sua independência; no entanto, ambas as nações são vizinhas próximas que têm culturas um tanto semelhantes.
Bolívia e Peru ainda têm populações nativas americanas significativas (principalmente quíchuas e aimarás), que misturaram elementos culturais espanhóis com as tradições de seus ancestrais. A população de língua espanhola segue principalmente os costumes ocidentais. Importantes ruínas arqueológicas de várias culturas pré-colombianas importantes permanecem, assim como ornamentos de ouro e prata, monumentos de pedra, cerâmicas e tecidos. As principais ruínas bolivianas incluem Tiwanaku, Samaipata, Incallajta e Iskanwaya.
A maioria da população equatoriana é mestiça, uma mistura de ascendência europeia e ameríndia, e assim como essa ancestralidade, a cultura nacional também é uma mistura dessas duas fontes, juntamente com influências de escravos da África na região costeira. Na religão, 95% dos equatorianos são católicos romanos.

##### Peru

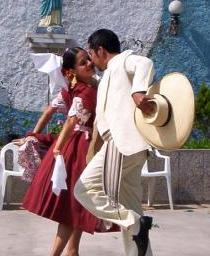
Marinera norteña, uma dança peruana.

A cultura peruana está enraizada principalmente nas tradições ameríndias e espanholas, embora também tenha sido influenciada por vários grupos étnicos africanos, asiáticos e europeus.
As tradições artísticas peruanas remontam à elaborada cerâmica, aos tecidos, às joias e às esculturas das culturas pré-incas. Os incas mantiveram esses artesanatos e fizeram conquistas arquitetônicas, incluindo a construção de Machu Picchu. A arte barroca dominou na época colonial, embora tenha sido modificada pelas tradições nativas. Durante este período, a maior parte da arte se concentrou em temas religiosos; as numerosas igrejas da época e as pinturas da Escola de Cusco são representativas. As artes estagnaram após a independência até o surgimento do indigenismo no início do século XX.  Desde a década de 1950, a arte peruana tem sido eclética e moldada por correntes artísticas estrangeiras e locais.
A literatura peruana tem suas raízes nas tradições orais das civilizações pré-colombianas. Os espanhóis introduziram a escrita no século XVI, e a expressão literária colonial incluía crônicas e literatura religiosa. Após a independência, o Costumbrismo e o Romantismo tornaram-se os gêneros literários mais comuns, como exemplificado nas obras de Ricardo Palma. No início do século XX, o movimento Indigenismo produziu escritores como Ciro Alegría, José María Arguedas, e César Vallejo. Durante a segunda metade do século, a literatura peruana tornou-se mais amplamente conhecida graças a autores como Mario Vargas Llosa, um dos principais membros do boom latino-americano.
A culinária peruana é uma mistura de comida ameríndia e espanhola com fortes influências da culinária africana, árabe, italiana, chinesa e japonesa. Os pratos comuns incluem anticuchos, ceviche, humitas e pachamanca. Devido à variedade de climas no Peru, uma grande variedade de plantas e animais estão disponíveis para cozinhar. A culinária peruana tem recebido elogios recentemente devido à sua diversidade de ingredientes e técnicas.
A música peruana tem raízes andinas, espanholas e africanas. Nos tempos pré-colombianos, as expressões musicais variavam muito de região para região; a quena e a tinya eram dois instrumentos comuns. A conquista espanhola trouxe a introdução de novos instrumentos como a guitarra e a harpa, bem como o desenvolvimento de instrumentos mestiços como o charango. As contribuições africanas à música peruana incluem seus ritmos e o cajón, um instrumento de percussão. As danças folclóricas peruanas incluem a marinera, o tondero e o huayno.

##### Colômbia
A cultura da Colômbia está na encruzilhada da América Latina. Graças em parte à geografia, a cultura colombiana foi fortemente fragmentada em cinco grandes regiões culturais. A migração do campo para a cidade e a globalização mudaram a maneira como muitos colombianos vivem e se expressam, à medida que as grandes cidades se tornam caldeirões de pessoas (muitas das quais são refugiadas) de várias províncias. De acordo com um estudo realizado no final de 2004 pela Universidade Erasmus em Roterdã, os colombianos são um dos povos mais felizes do mundo; isso apesar do conflito armado de quatro décadas envolvendo o governo, paramilitares, traficantes, corrupção e guerrilhas como as FARC e o ELN.
Muitos aspectos da cultura colombiana podem ser rastreados até a cultura da Espanha do século XVI e sua colisão com as civilizações nativas da Colômbia, tais como os muíscas e tayionas. Os espanhóis trouxeram o catolicismo, escravos africanos, o sistema feudal de encomienda e um sistema de castas que favorecia os brancos nascidos na Europa.

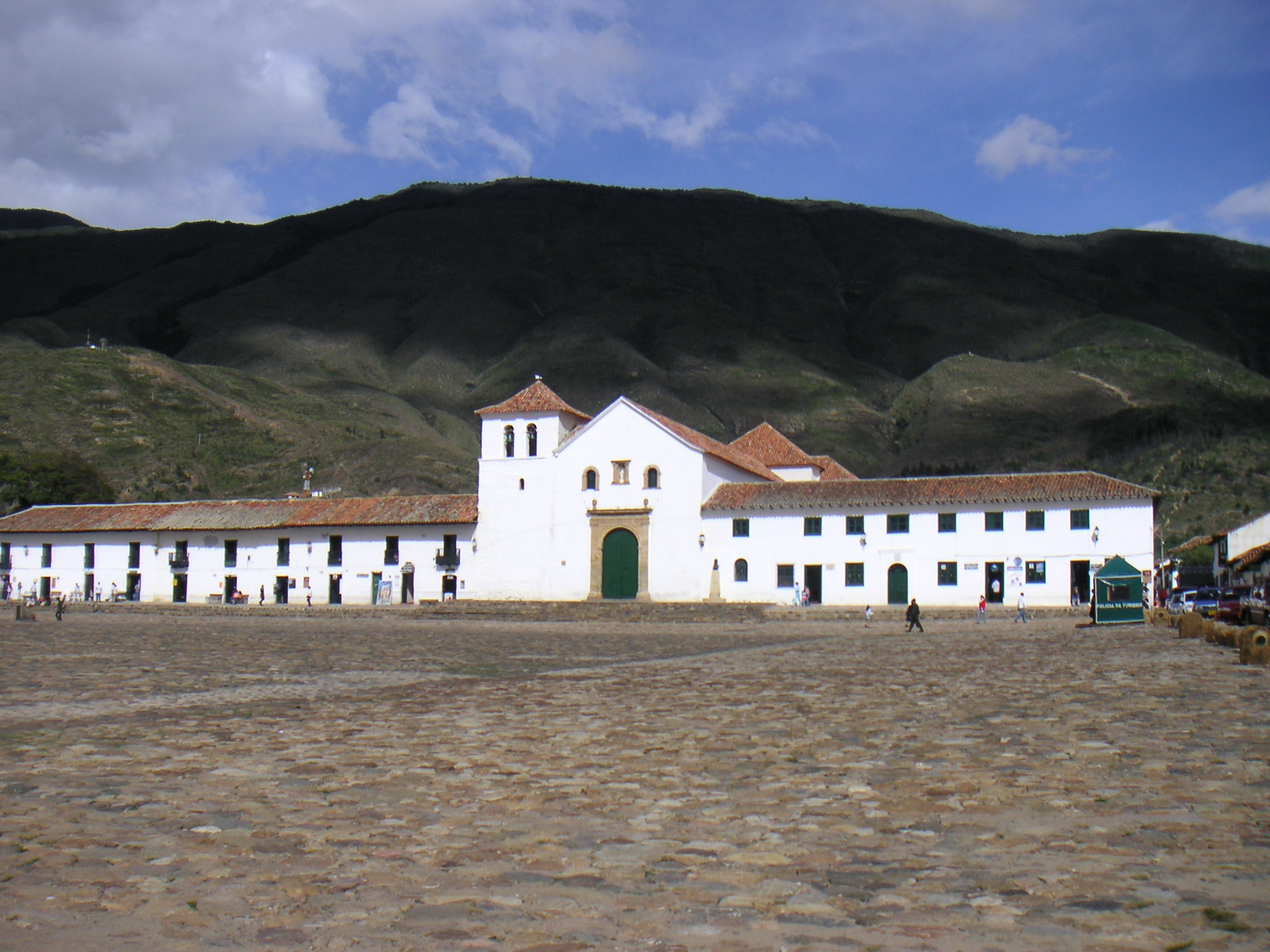
Villa de Leyva, um marco histórico e cultural da Colômbia.

Os grupos étnico-raciais mantiveram sua cultura ancestral: os brancos tentaram se manter, apesar do número crescente de filhos ilegítimos de ascendência africana ou indígena mista. Essas pessoas eram rotuladas com uma série de nomes descritivos, derivados do sistema de castas, como mulato e moreno. Negros e indígenas da Colômbia também se misturaram para formar zambos, criando um novo grupo étnico-racial na sociedade. Essa mistura também criou uma fusão de culturas. Os carnavais, por exemplo, tornaram-se uma oportunidade para todas as classes e cores se reunirem sem preconceito. A introdução da Declaração dos Direitos dos Homens e a abolição da escravidão (1850) aliviaram as tensões segregacionistas entre as raças, mas o domínio dos brancos prevaleceu e prevalece até certo ponto até hoje.
A revolução industrial chegou relativamente tarde, no início do século XX, com o estabelecimento da República da Colômbia . Os colombianos viveram um período de quase 50 anos de relativa paz, interrompido apenas por um curto conflito armado com o Peru pela cidade de Letícia em 1932. 
Bogotá, a cidade principal, foi a Capital Mundial do Livro em 2007, e em 2008, pelo Festival Iberoamericano de Teatro, Bogotá foi proclamada como a capital mundial do teatro.

##### Venezuela

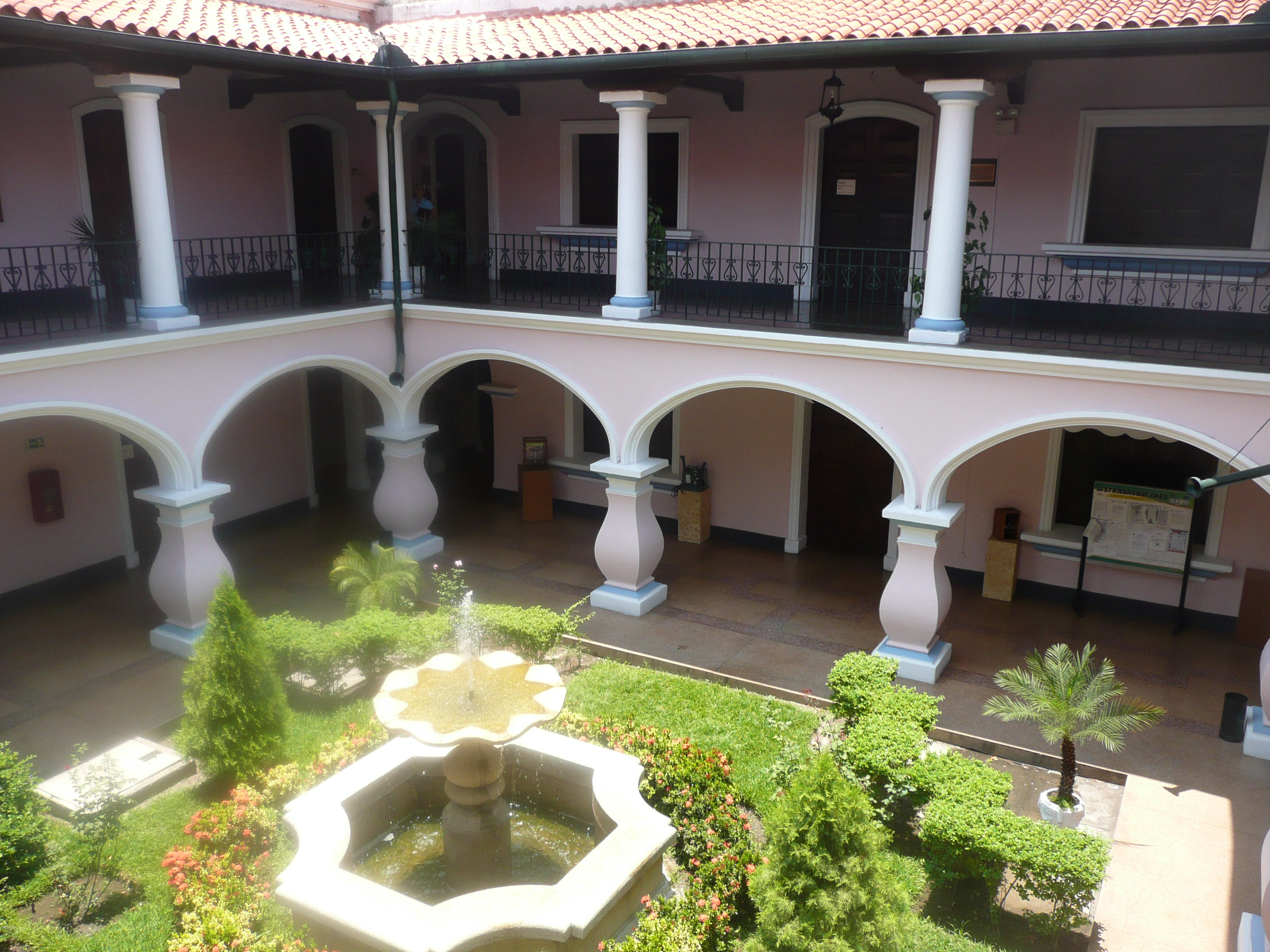
Instituto Arnoldo Gabaldón, declarado em 30 de agosto de 1984, como Patrimônio Histórico Nacional

A cultura venezuelana foi moldada por povos indígenas, africanos e especialmente europeus espanhóis. Antes desse período, a cultura indígena era expressa na arte (petróglifos), artesanato, arquitetura (shabonos) e organização social. A cultura aborígene foi posteriormente assimilada pelos espanhóis; ao longo dos anos, a cultura híbrida se diversificou por região.

Atualmente a influência indiana se limita a algumas palavras do vocabulário e da gastronomia. A influência africana da mesma forma, além de instrumentos musicais como o tambor. A influência espanhola foi mais importante e veio principalmente das regiões da Andaluzia e Estremadura, locais de origem da maioria dos colonos do Caribe durante a época colonial. Como exemplo disso podemos incluir edifícios, parte da música, a religião católica e a língua. As influências espanholas são evidentes nas touradas e em certas características da culinária. A Venezuela também foi enriquecida por outras correntes de origem indiana e europeia no século XIX, especialmente a França. Na última etapa as grandes cidades e regiões entraram nas fontes de petróleo dos EUA e manifestações da nova imigração de espanhóis, italianos e portugueses, aumentando o já complexo mosaico cultural. Por exemplo: Dos Estados Unidos vem a influência do gosto pelo beisebol e das estruturas arquitetônicas modernas

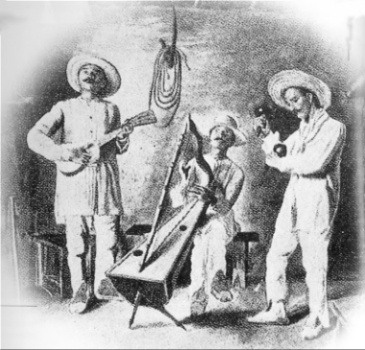
O joropo, conforme retratado em um desenho de 1912 de Eloy Palacios.

A arte venezuelana está ganhando destaque. Inicialmente dominado por motivos religiosos, começou a enfatizar representações históricas e heróicas no final do século XIX, um movimento liderado por Martín Tovar y Tovar. O modernismo tomou conta no século XX. Artistas venezuelanos notáveis incluem Arturo Michelena, Cristóbal Rojas, Armando Reverón, Manuel Cabré, os artistas cinéticos Jesús-Rafael Soto e Carlos Cruz-Diez. Desde meados do século XX surgiram artistas como Jacobo Borges, Régulo Perez, Pedro León Zapata, Harry Abend, Mario Abreu, Pancho Quilici, Carmelo Niño e Angel Peña. Eles criaram uma nova linguagem plástica. A década de 80 produziu artistas como Carlos Zerpa, Ernesto León, Miguel Von Dangel, Mateo Manaure, Patricia Van Dalen, Mercedes Elena Gonzalez, Zacarías García e Manuel Quintana Castillo. Em tempos mais recentes, a Venezuela produziu uma nova geração diversificada de pintores inovadores. Alguns deles são: Alejandro Bello, Edgard Álvarez Estrada, Gloria Fiallo, Felipe Herrera, Alberto Guacache e Morella Jurado.
A literatura venezuelana surgiu logo após a conquista espanhola das sociedades indígenas, em sua maioria pré-alfabetizadas; ela foi dominada por influências espanholas. Após a ascensão da literatura política durante a Guerra da Independência, o Romantismo venezuelano, notavelmente exposto por Juan Vicente González, emergiu como o primeiro gênero importante na região. Embora focada principalmente na escrita narrativa, a literatura venezuelana foi desenvolvida por poetas como Andrés Eloy Blanco e Fermín Toro. Os principais escritores e romancistas incluem Rómulo Gallegos, Teresa de la Parra, Arturo Uslar Pietri, Adriano González León, Miguel Otero Silva e Mariano Picón Salas. O grande poeta e humanista Andrés Bello também foi educador e intelectual. Outros, como Laureano Vallenilla Lanz e José Gil Fortoul, contribuíram para o positivismo venezuelano.

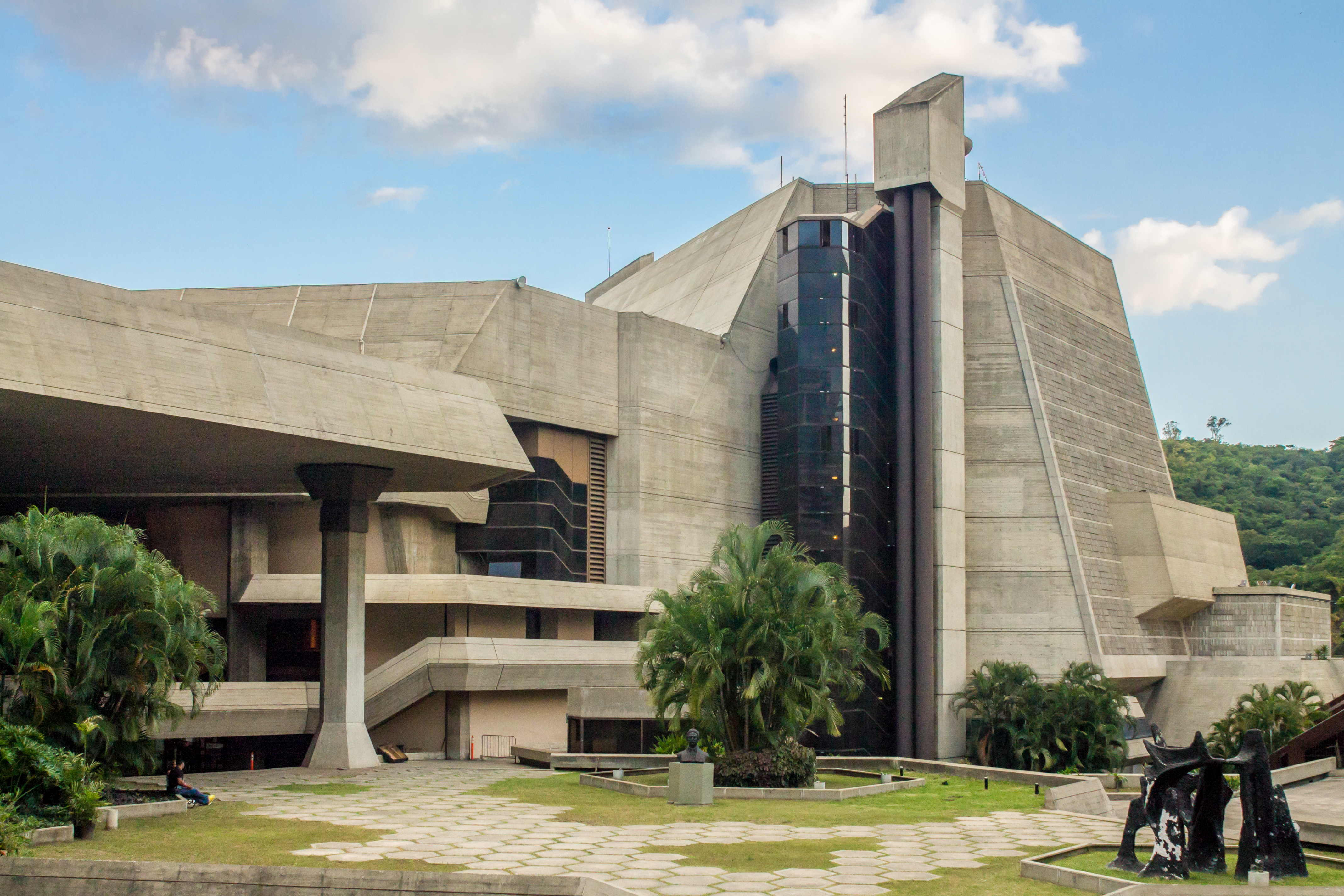
Complexo Cultural Teresa Carreño em Caracas.

Carlos Raúl Villanueva foi o arquiteto venezuelano mais importante da era moderna; ele projetou a Universidade Central da Venezuela (Patrimônio Mundial) e sua Aula Magna. Outras obras arquitetônicas notáveis incluem o Capitólio, o Teatro Baralt, o Complexo Cultural Teresa Carreño e a Ponte General Rafael Urdaneta.
Beisebol e futebol são os esportes mais populares da Venezuela, e a Seleção Venezuelana de Futebol é seguida com paixão. Jogadores de beisebol venezuelanos famosos incluem Luis Aparicio (introduzido no Hall da Fama do Beisebol), David (Dave) Concepción, Oswaldo (Ozzie) Guillén (atual técnico do White Sox, campeão da World Series em 2005), Freddy Garcia, Andrés Galarraga, Omar Vizquel (onze vezes vencedor da Gold Glove), Luis Sojo, Miguel Cabrera, Bobby Abreu, Félix Hernández, Magglio Ordóñez, Ugueth Urbina e Johan Santana (duas vezes vencedor do Cy Young Award por unanimidade).

#### Brasil

##### Teatro
No século XIX, o teatro brasileiro teve início com o romantismo e o fervor pela independência política.  Durante esse período, as questões raciais eram discutidas em termos contraditórios, mas mesmo assim houve algumas peças significativas, incluindo uma série de comédias populares de Martins Penna, França Junior e Arthur Azevedo. 
No século XX, os dois centros de produção teatral profissional mais importantes eram São Paulo e Rio de Janeiro. Eram centros de desenvolvimento industrial e económico.  Mesmo com o desenvolvimento desses dois teatros, a Primeira Guerra Mundial encerrou as turnês dos teatros europeus, de modo que não houve produções no Brasil durante esse período.
Em novembro de 1927, Álvaro Moreyra fundou o Teatro de Brinquedo. Assim como esta companhia, foi no final da década de 1920 que as primeiras companhias de teatro estáveis se formaram em torno de atores conhecidos. Esses atores puderam praticar gestos brasileiros autênticos, gradualmente libertos da influência portuguesa. Com exceção de algumas críticas políticas nas comédias populares, os dramas desse período não eram populares. Ocasionalmente, a questão da dependência da Europa ou da América do Norte foi levantada.  Mesmo com a influência do teatro latino-americano começando a se infiltrar, seu teatro ainda estava sob forte influência da Europa.
O Teatro Brasileiro de Comédia foi criado em 1948. Oswald de Andrade escreveu três peças; O Rei da Vela (1933), O Homem e o Cavalo (1934). e A Morta (1937). Elas foram uma tentativa de lidar com temas políticos, nacionalismo e anti-imperialismo. Seu teatro era inspirado nas teorias de Meyerhold e Brecht, com um sarcasmo político semelhante ao de Maiakovski. 
Em 1943 no The Comedians: o diretor polonês e refugiado dos nazistas, Zbigniew Ziembinsky, encenou em estilo expressionista Vestido de Noiva, de Nelson Rodrigues. Com esta produção, o teatro brasileiro transitou para o período moderno no Teatro Brasileiro de Comédia. 
A Segunda Guerra Mundial viu o Brasil ganhar vários diretores estrangeiros, especialmente da Itália, que queriam fazer um teatro livre de conotações nacionalistas. Paradoxalmente, isto levou a uma segunda renovação que envolveu formas e sentimentos populares; uma renovação que era decididamente nacionalista do ponto de vista social. 
Durante esse período, o sistema de atuação Stanislavski era o mais popular e amplamente utilizado. O próprio Stanislavski veio ao Brasil por meio de Eugenio Kusnet, um ator russo que o conheceu no Teatro de Arte de Moscou.

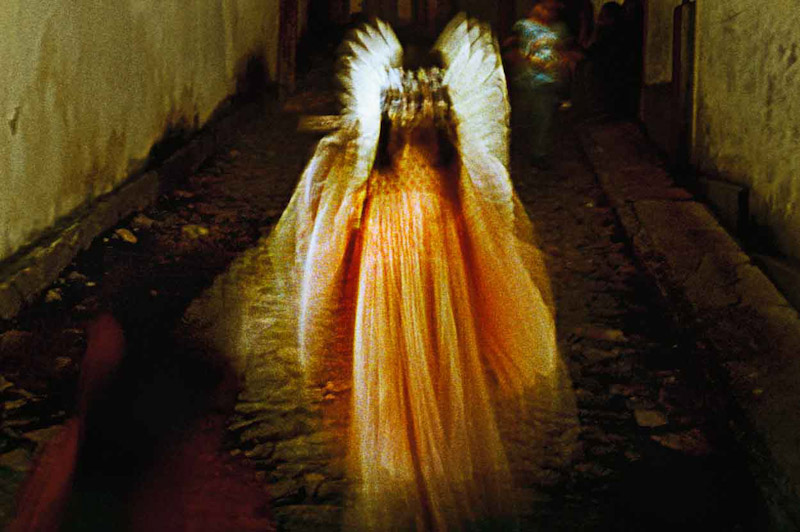
Semana Santa, Ouro Preto-MG, 2010. Cromo. Foto: Guy Veloso.

A fase seguinte foi de 1958 até a assinatura do Ato Institucional Número Cinco, em 1968. Marcou o fim da liberdade e da democracia. Esses dez anos foram os mais produtivos do século. Nesses anos, a dramaturgia amadureceu por meio das peças de Guarnieri, Vianinha, Boal, Dias Gomes e Chico de Assis, assim como a mise-en-scène nas obras de Boal, José Celso Martinez Correa, Flávio Rangel e Antunes Filho. Durante esta década uma geração aceitou o teatro como uma atividade de responsabilidade social.  No seu auge, essa fase do teatro brasileiro foi caracterizada pela afirmação dos valores nacionais. Atores e diretores tornaram-se ativistas políticos que arriscavam seus empregos e vidas diariamente. Por meio desse crescimento político da América Latina e da influência do teatro europeu, surgiu uma identidade do que é teatro na América Latina.

##### Pintura moderna
A pintura moderna no Brasil nasceu durante a Semana de Arte Moderna de 1922. Artistas que se destacaram na arte brasileira do século XX incluem Tarsila do Amaral, Emiliano Di Cavalcanti e Candido Portinari. Portinari foi influenciado pelo cubismo e pelo expressionismo e é o pintor de Guerra e Paz, um painel nas Nações Unidas em Nova York.

##### Fotografia
A fotografia contemporânea brasileira é uma das mais criativas da América Latina, ganhando destaque internacional a cada ano com exposições e publicações. Fotógrafos como Miguel Rio Branco, Vik Muniz, Sebastião Salgado, e Guy Veloso receberam reconhecimento.